# プロドゥア・マイヴィ
マイヴィ（Myvi ）は、マレーシアの自動車メーカー、プロドゥアによって製造される小型ハッチバック車である。

## 概要
ダイハツ工業とトヨタ自動車の共同開発車ダイハツ・ブーン/トヨタ・パッソ（3代目以降よりブーンの完全なOEMとなる）をベースとする小型ハッチバック車である。2005年の発売以来、（2011年5月までに）マレーシア市場で累計487,400台を販売し、2006年から2010年まで5年連続ベストセラー車となっている。マイヴィが登場した2005年にはマレーシアのもう1つの自動車メーカーであるプロトンからも同クラスのハッチバック車であるサヴィが発売されたが、マイヴィの販売はサヴィのそれを大きく上回り、プロドゥアを2006年以降マレーシア市場最大手に押し上げる原動力となった。

## 初代 M300型（2005年 - 2011年）
2005年5月発売。初代ブーン/パッソをベースに開発された。エンジンは直列3気筒 1L EJ-VE型エンジンと、ベースのブーン/パッソにも搭載される直列4気筒 1.3L K3-VE型エンジンの2種類が用意され、1Lエンジンには5速マニュアルトランスミッションのみが、1.3Lエンジンには5速マニュアルトランスミッションおよび4速オートマチックトランスミッションが組み合わせられる。
特別仕様車の「スペシャルエディション (SE: Special Edition) 」も用意され、専用バンパー、サイドスカート、スポイラーなどが装備される。
マイヴィはマレーシアの自動車雑誌「Autocar ASEAN」のカー・オブ・ザ・イヤー2005/2006を獲得している。
2008年8月22日にはマイナーチェンジが行われ、フロントグリル、フロント・リアバンパー、ボンネット、ダッシュボードのデザインなどが変更された。同年10月10日にはマイナーチェンジ版のスペシャルエディションも発売され、ヘッドライトにはブラックアウト化が施された。ただしスペシャルエディションは1.3Lエンジン搭載車のみに用意される。
また、2007年4月からはダイハツブランドでのインドネシアへの輸出も行われており、ベースであるブーンの海外名であるダイハツ・シリオンとして販売されている。インドネシア以外のシリオンとは異なり、ダイハツのCIを装着しているほかはマイヴィと共通のデザインとなっている。なお、インドネシア仕様のシリオンは1.3Lエンジンのみを搭載する。
前期型

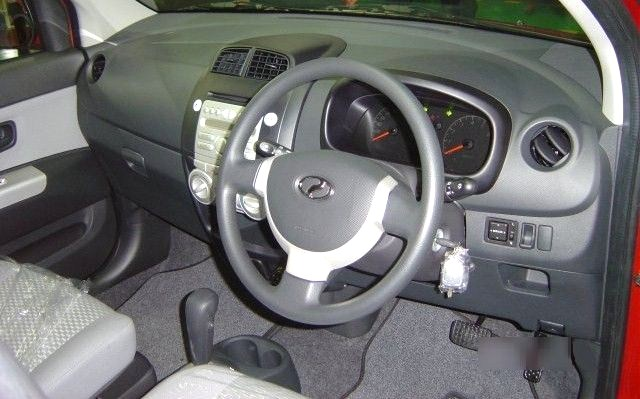
前期型（インテリア）
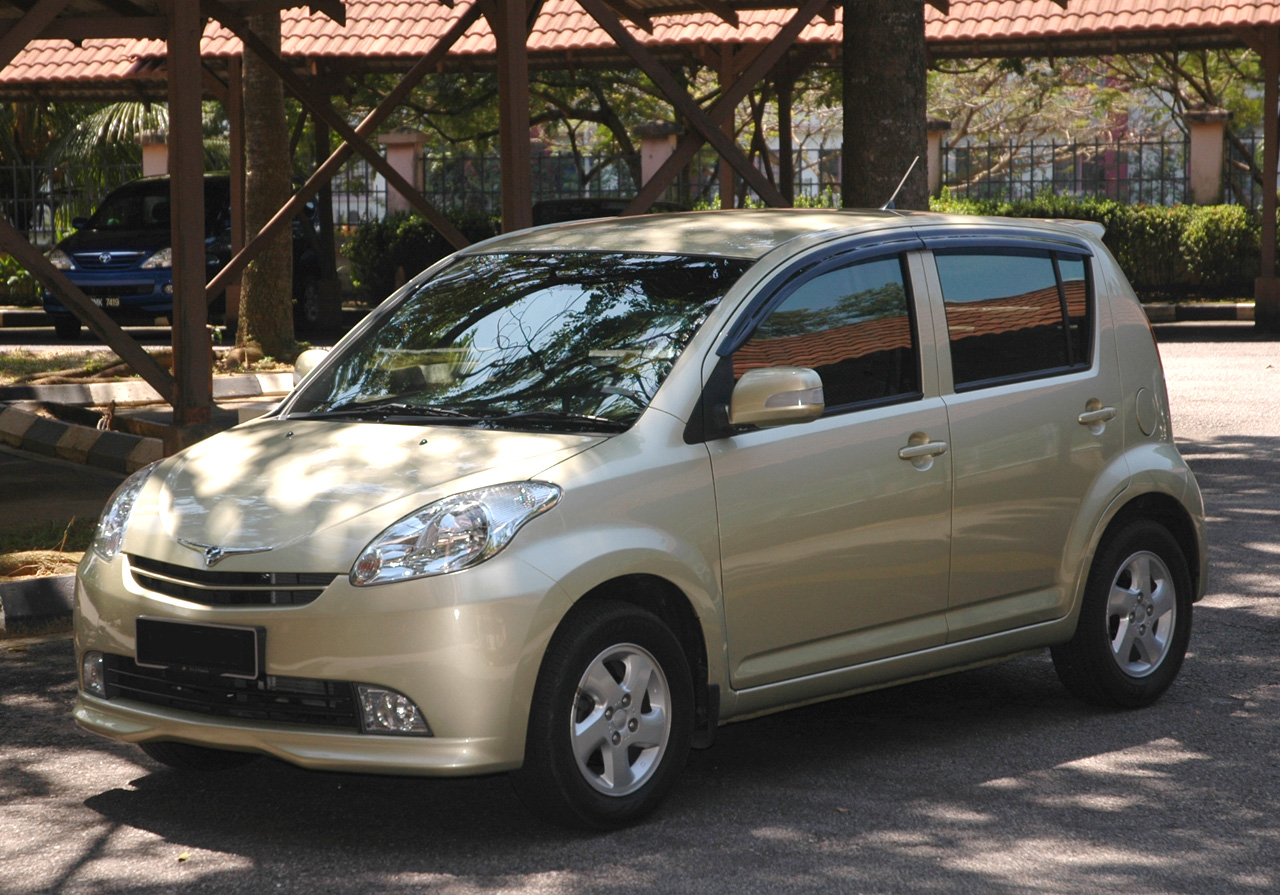
EZi
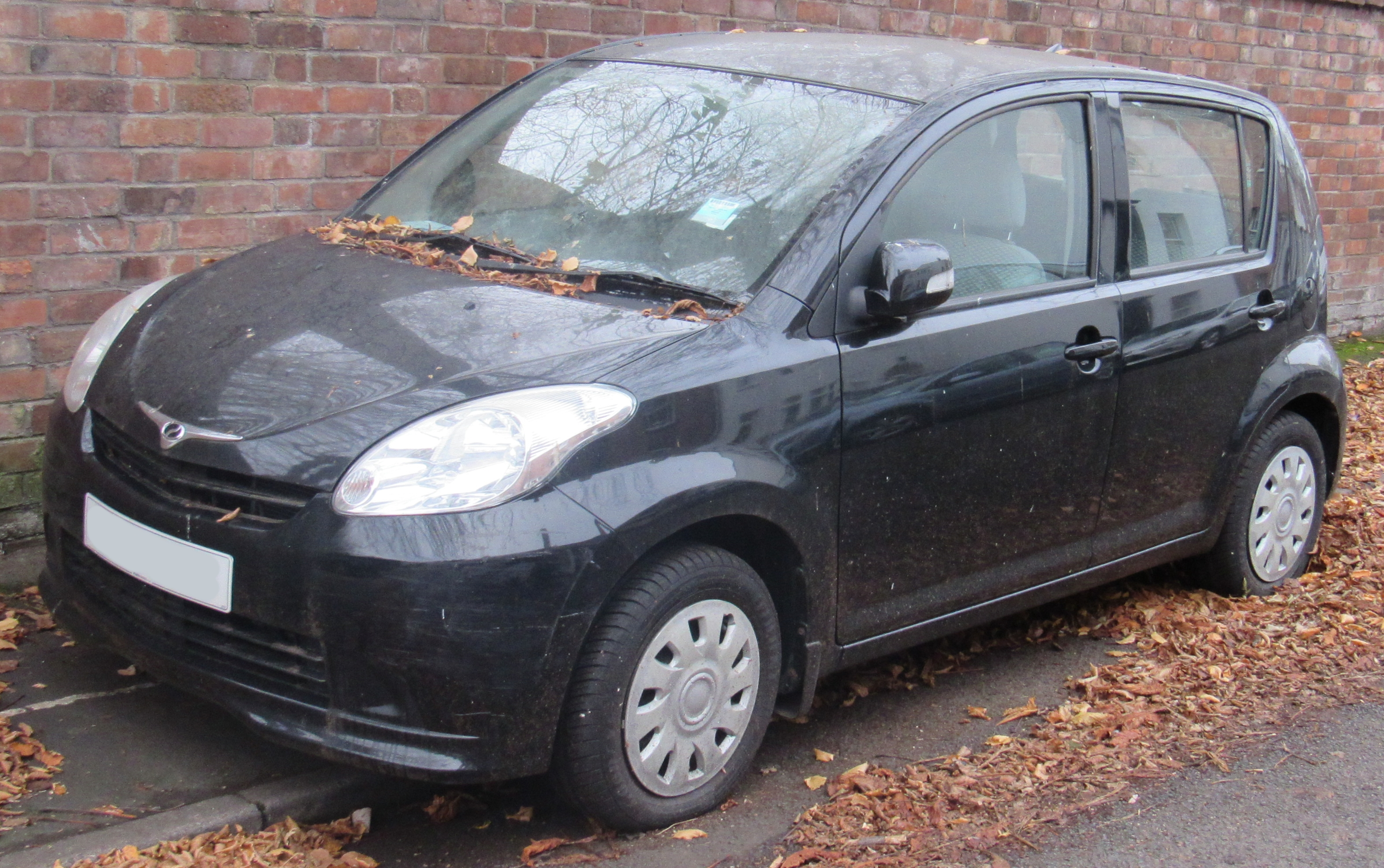
SXi 1.3（フロント）
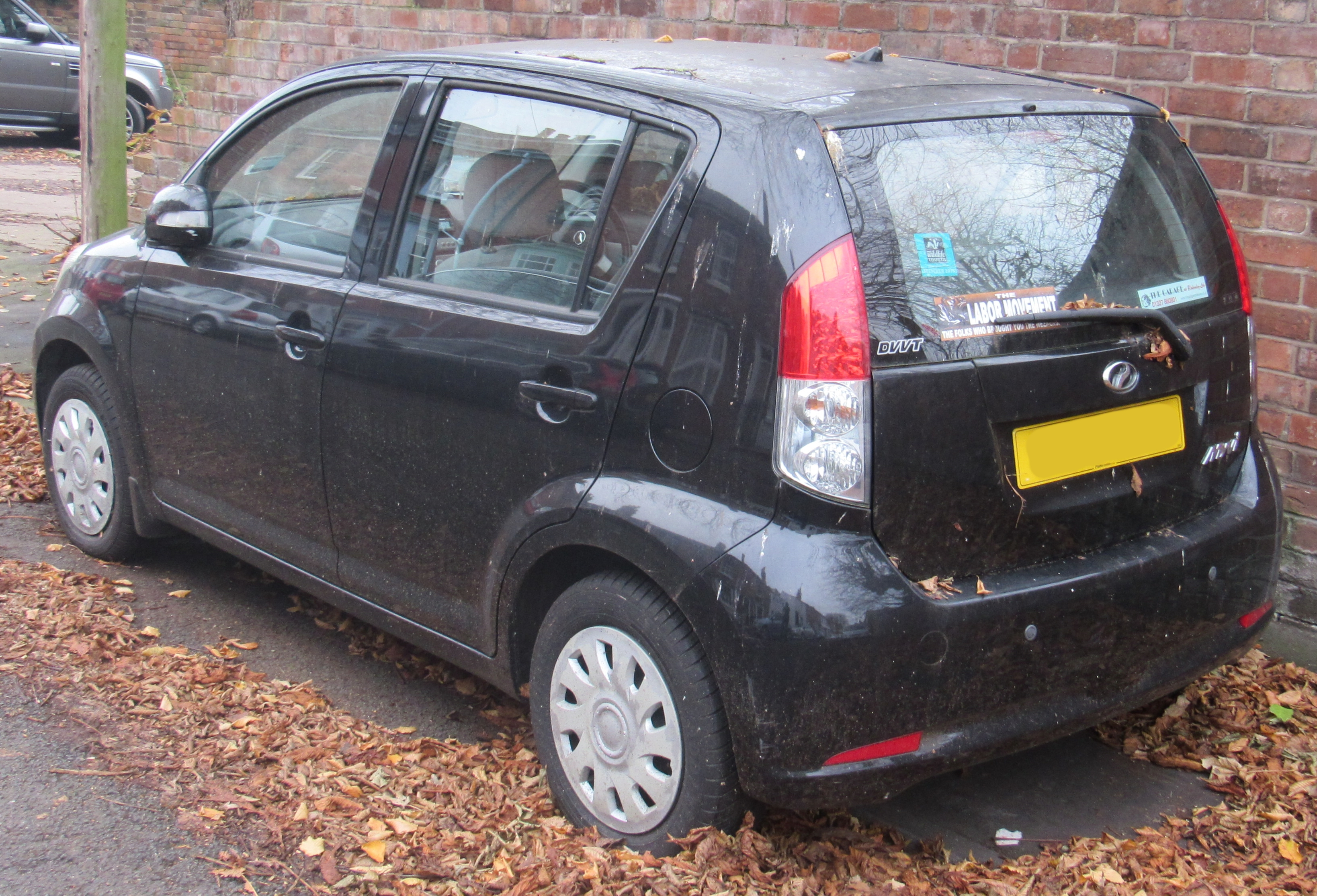
SXi 1.3（リア）
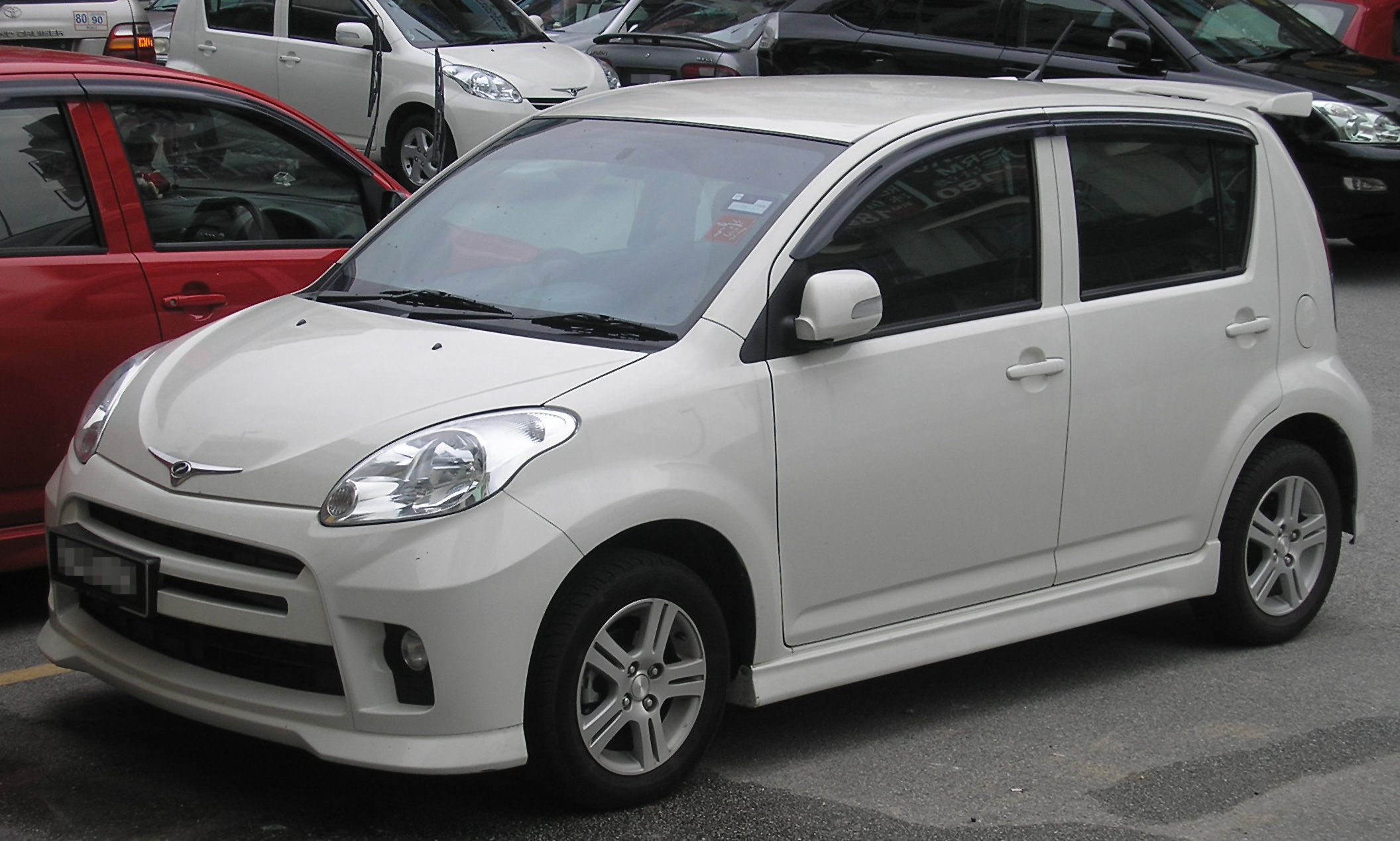
SE（フロント）
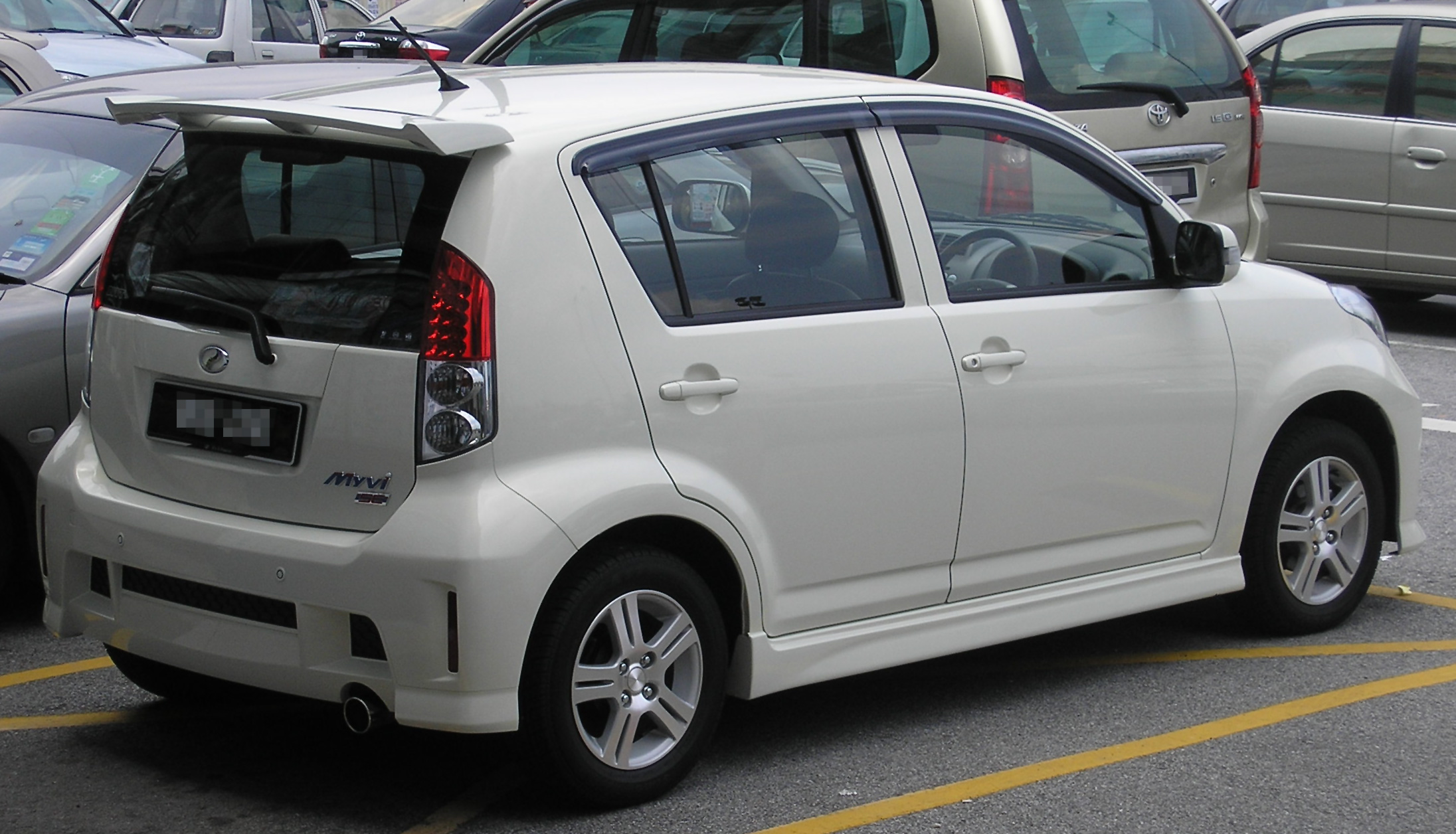
SE（リア）

後期型

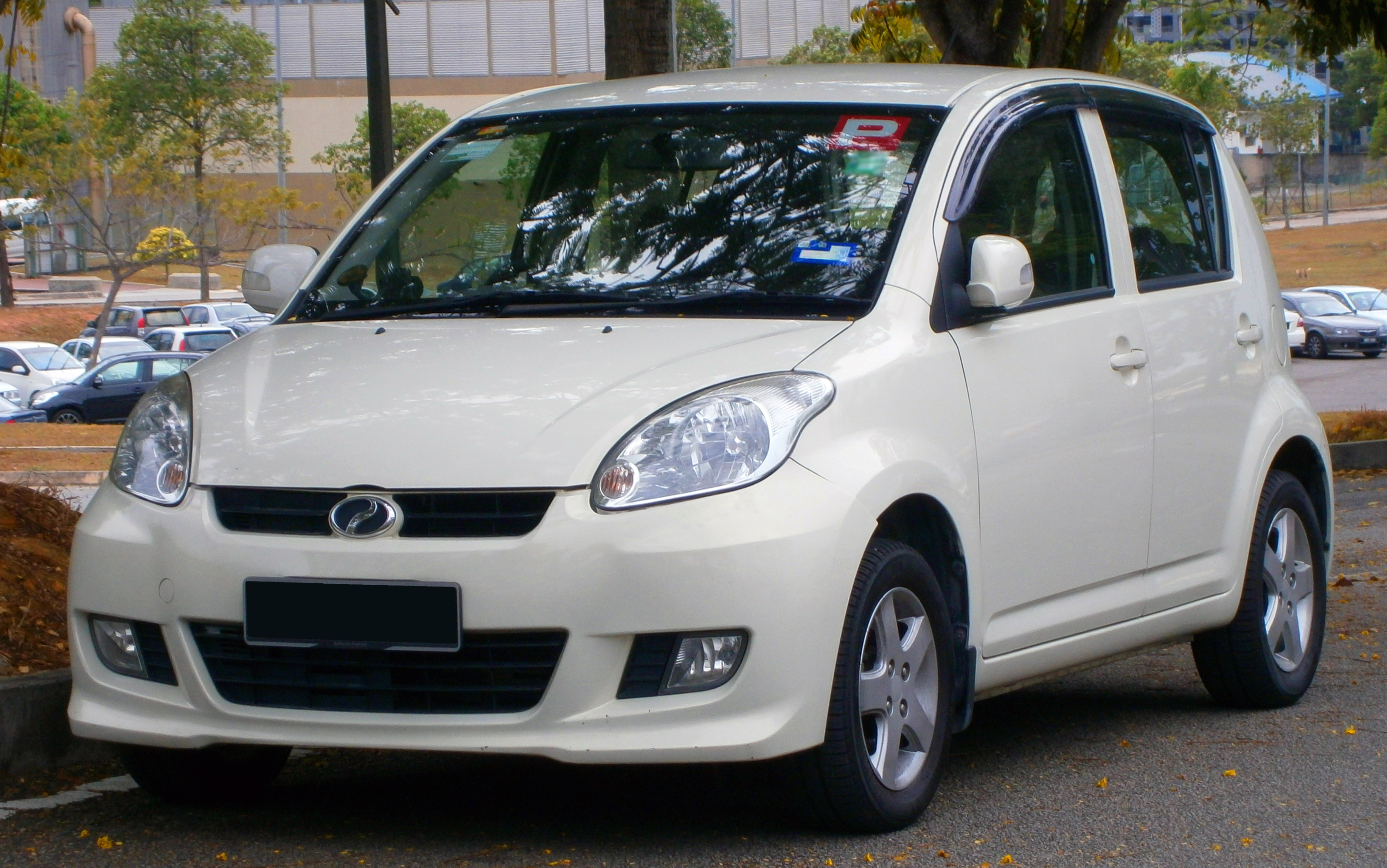
1.3 EZ（フロント）
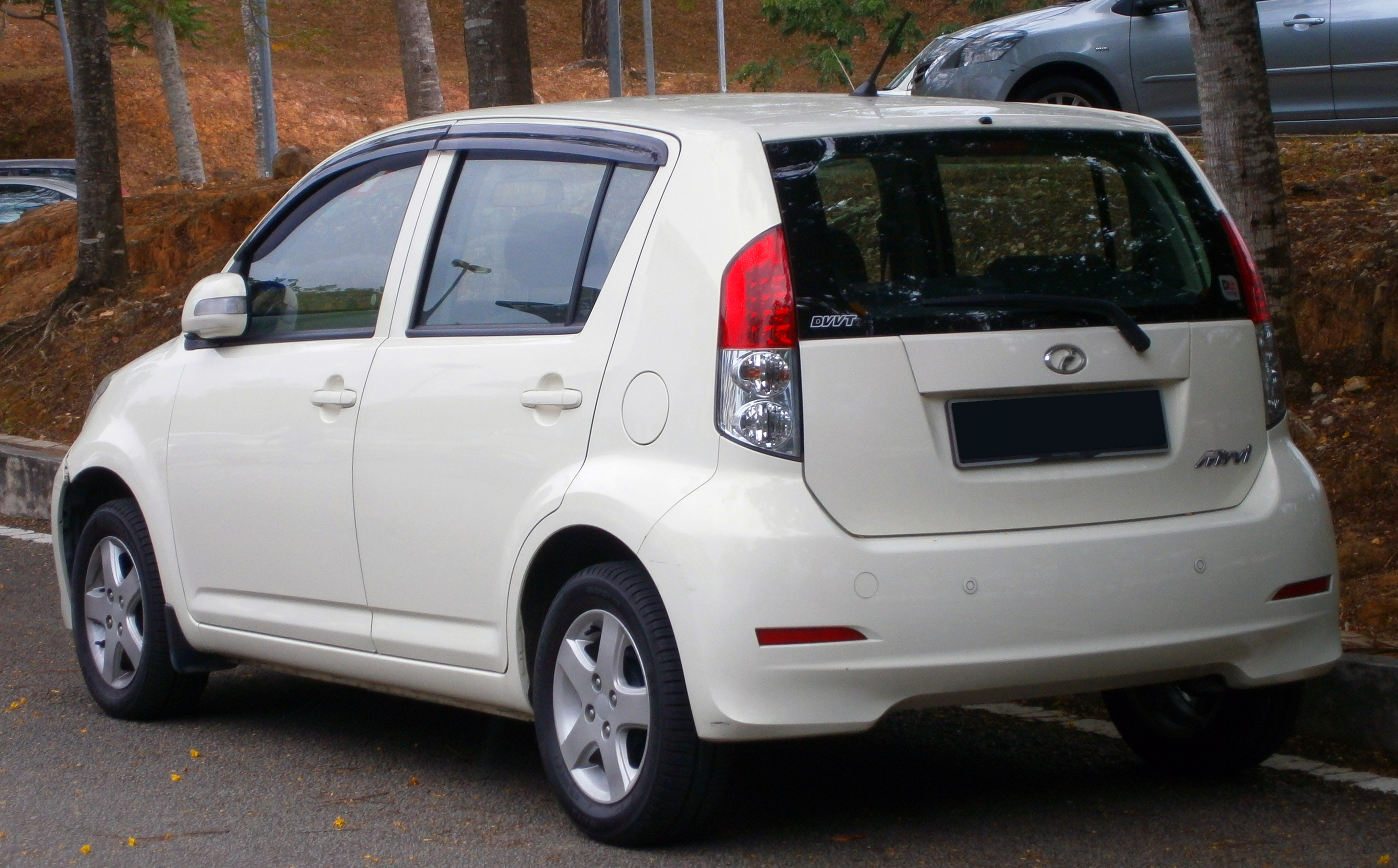
1.3 EZ（リア）
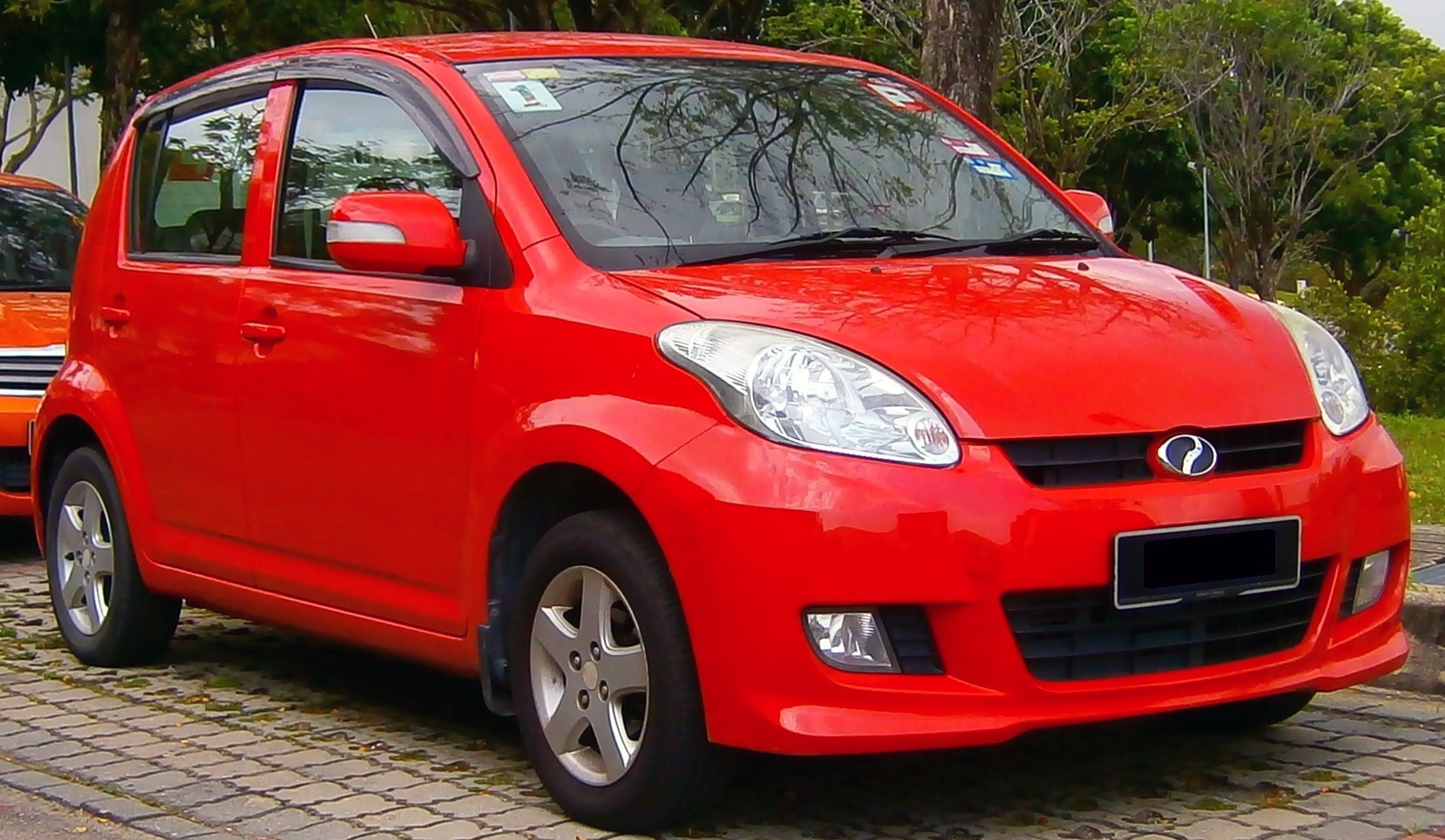
1.3 EZiプレミアム（フロント）
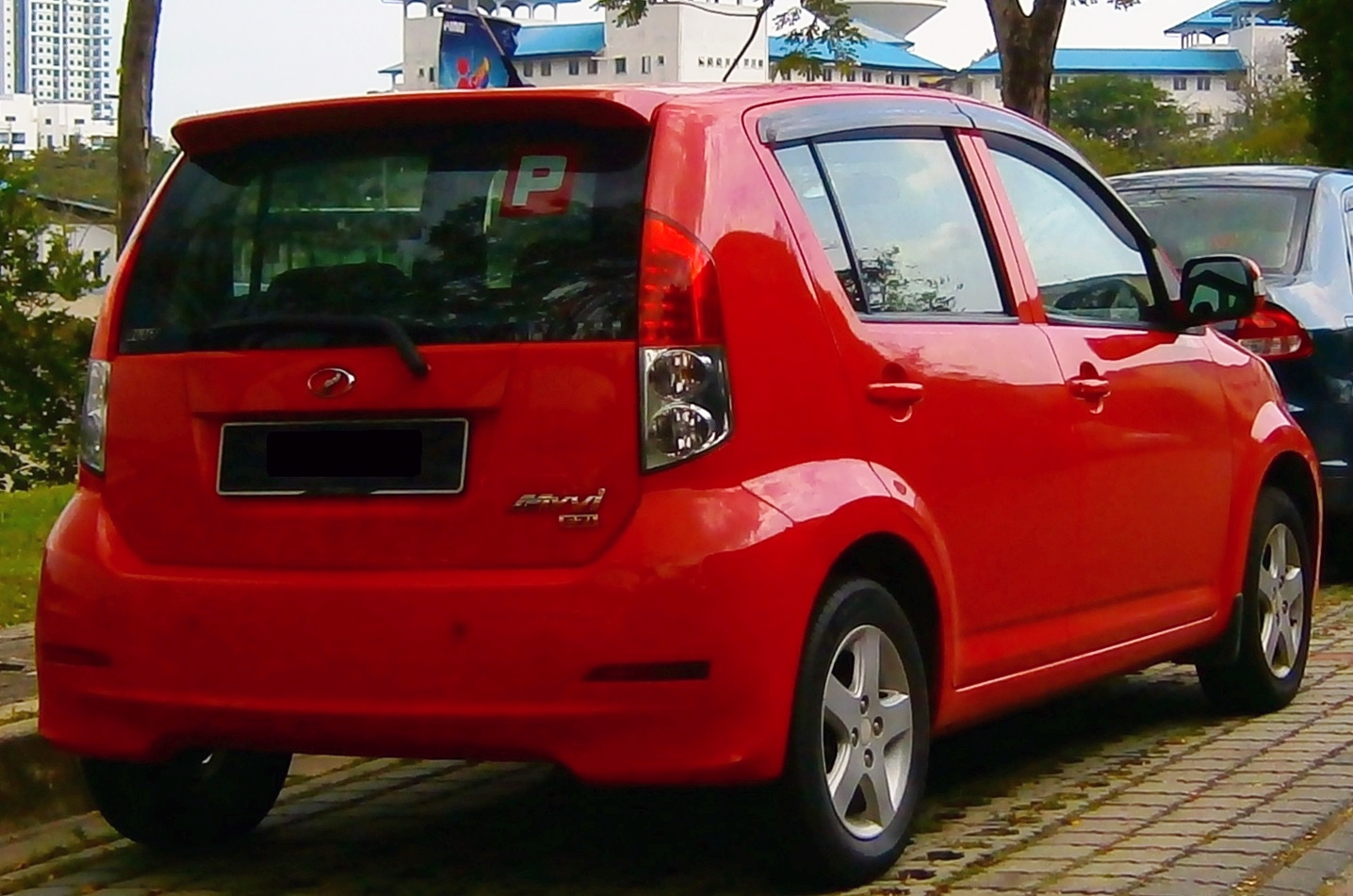
1.3 EZiプレミアム（リア）
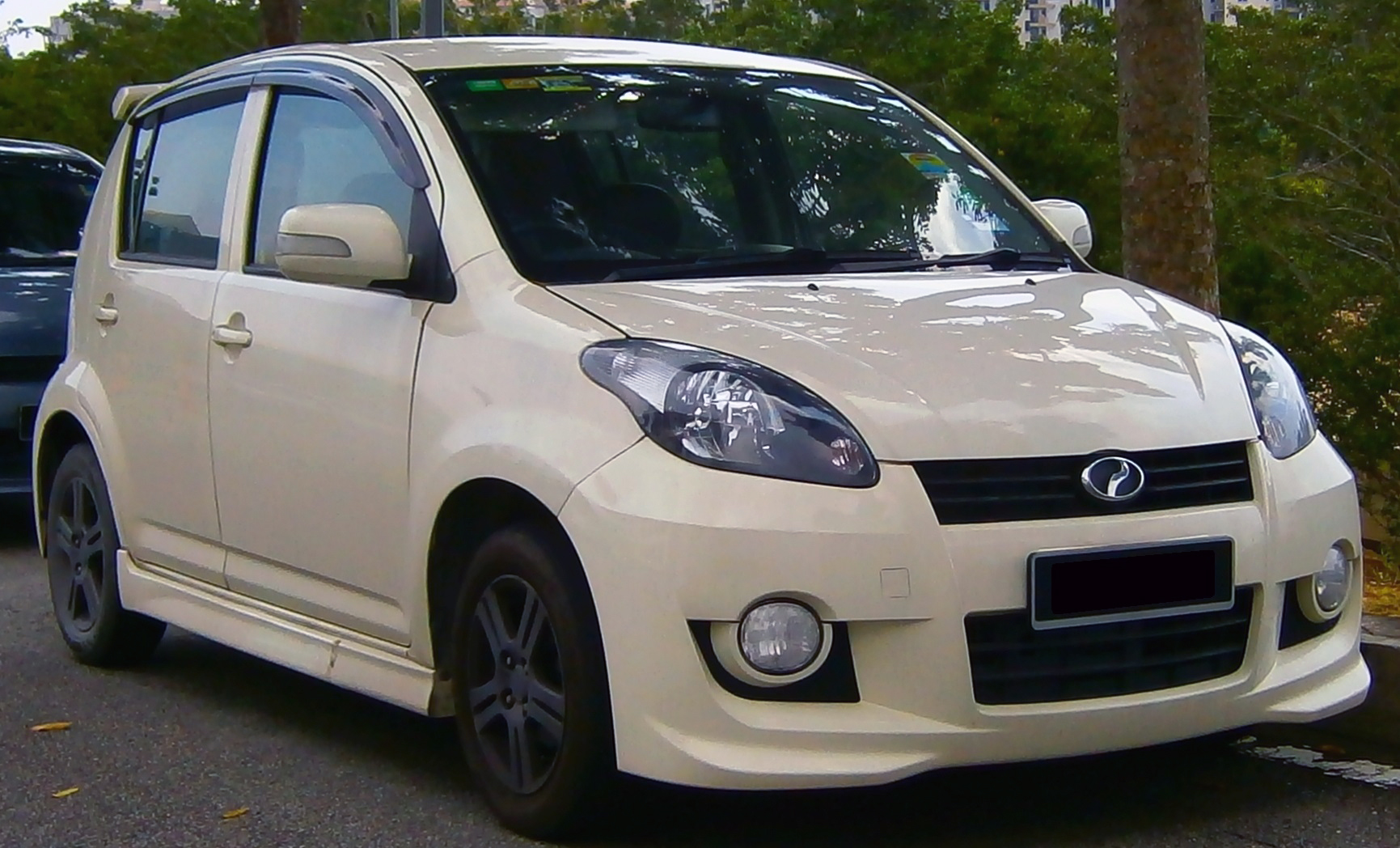
SE（フロント）
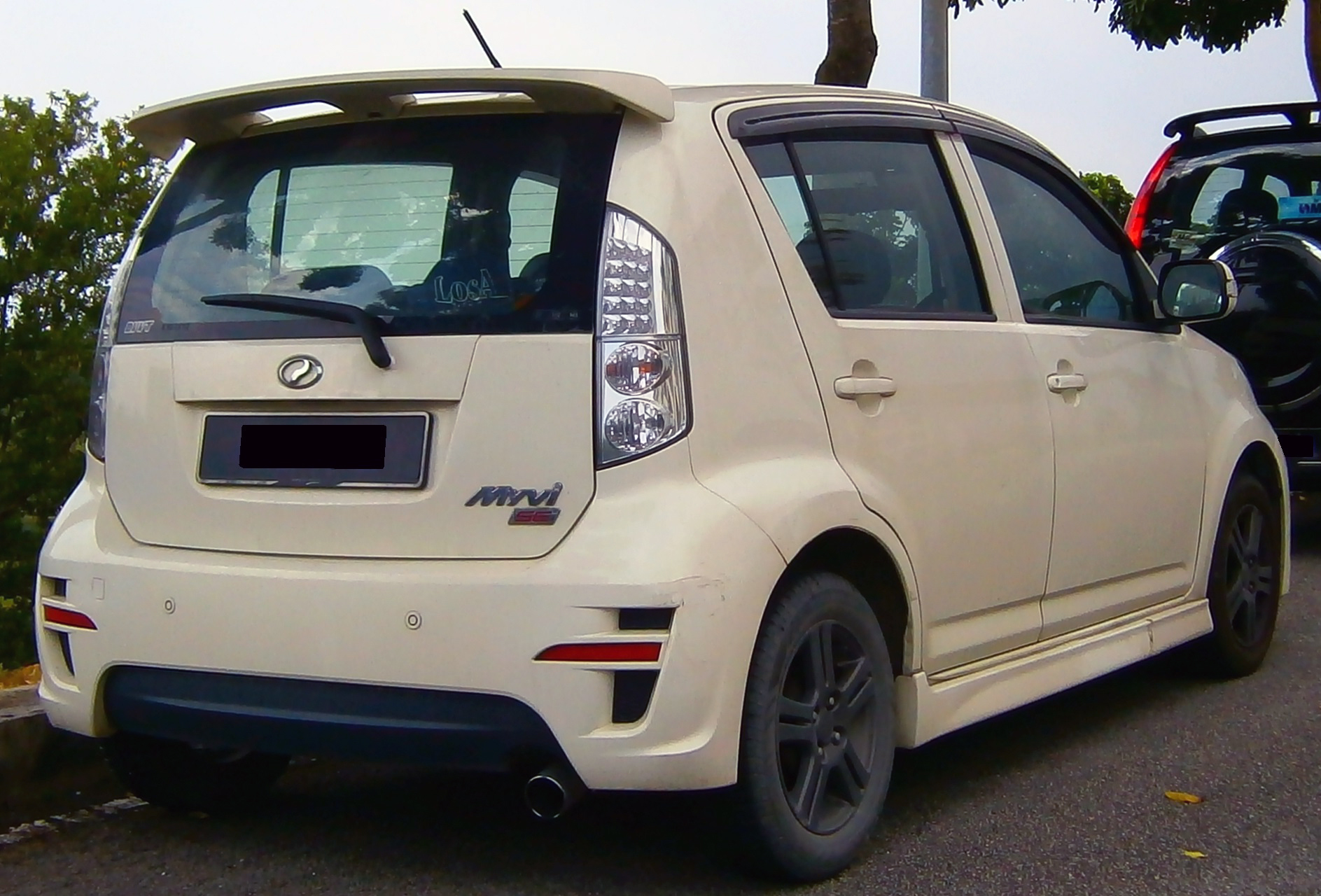
SE（リア）
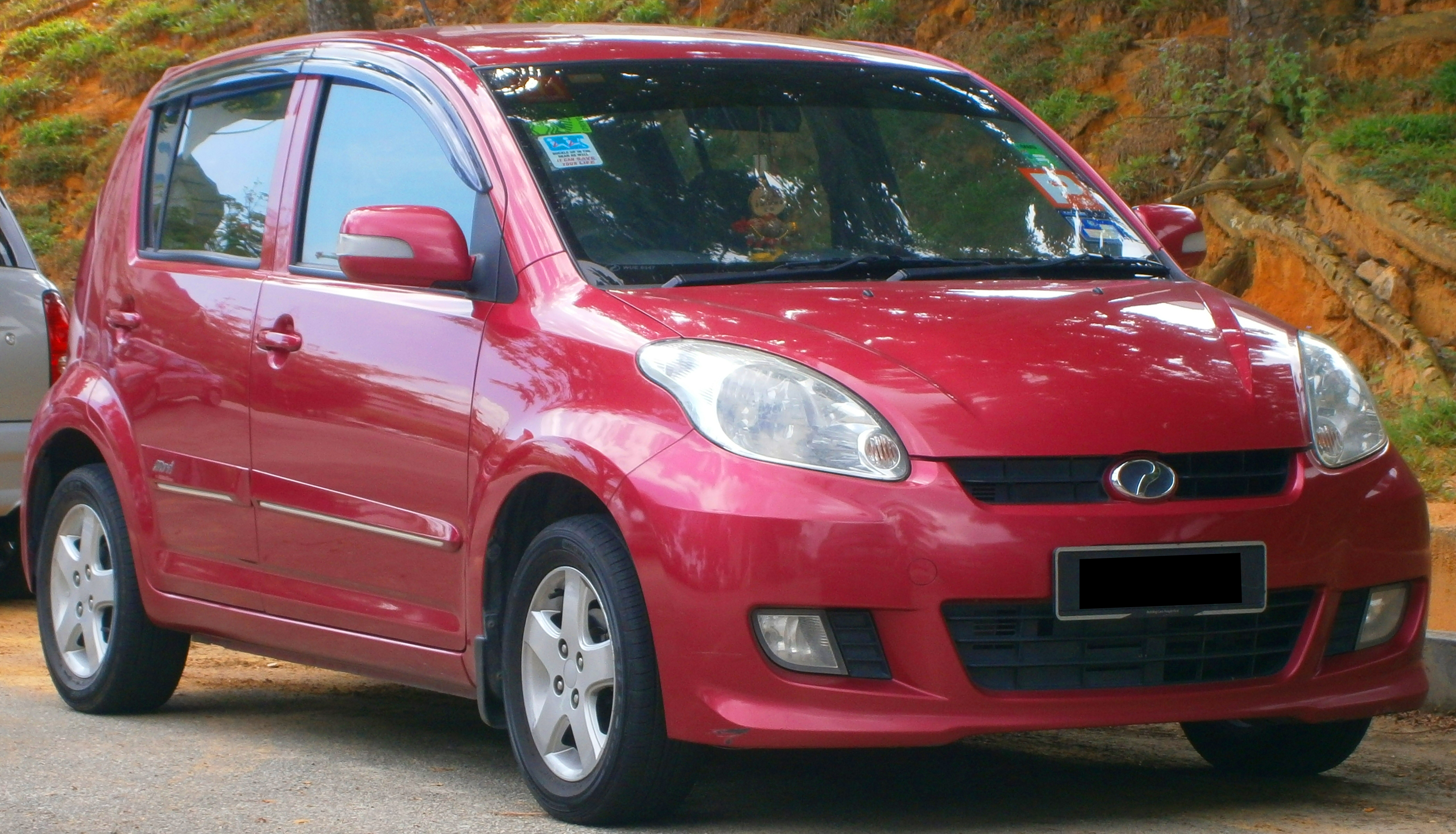
LE（フロント）
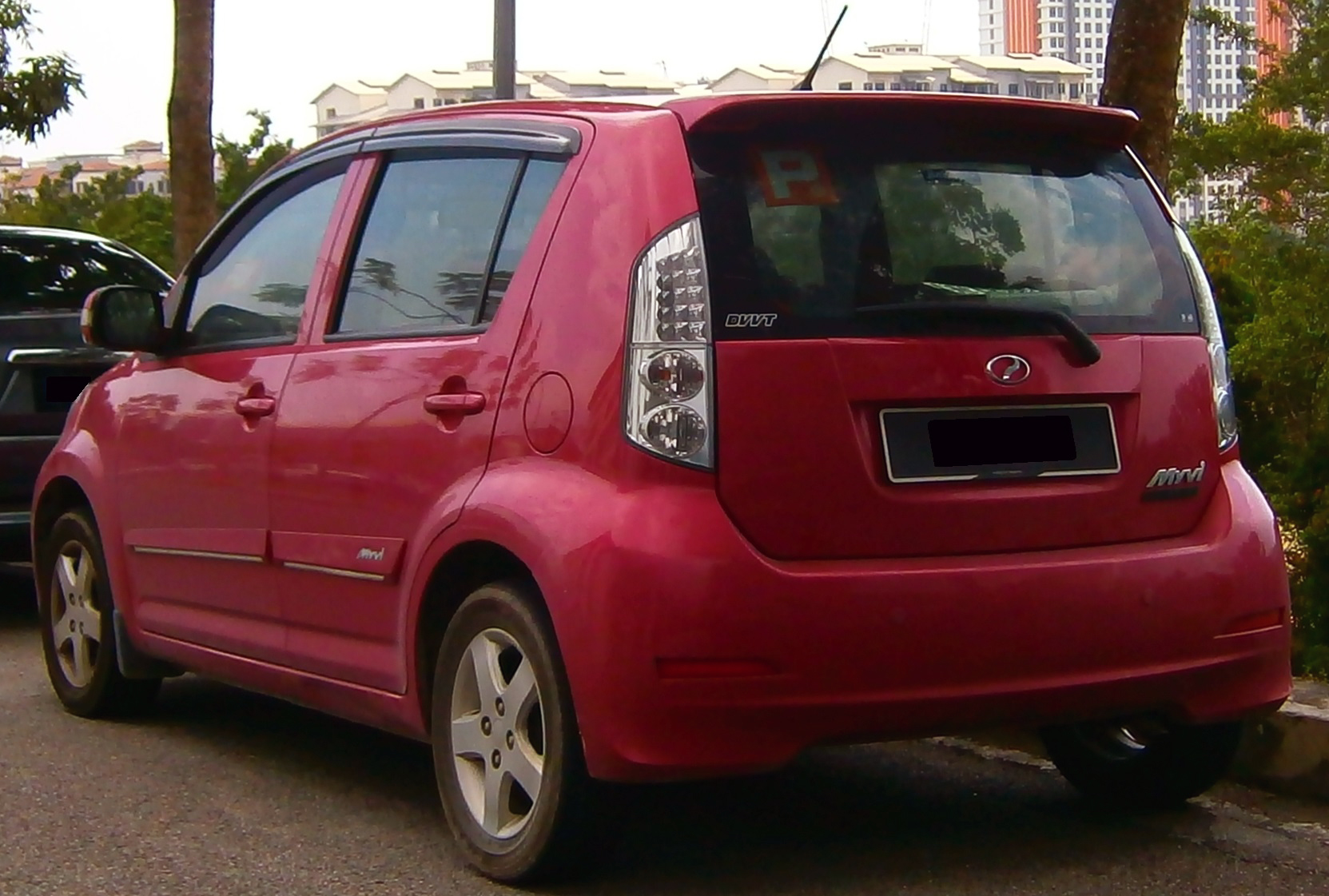
LE（リア）

## 2代目 M600型（2011年 - 2017年）

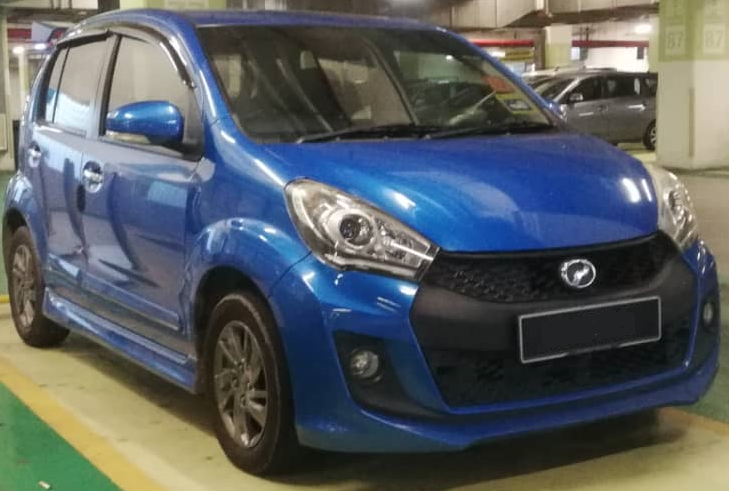
1.5L AV
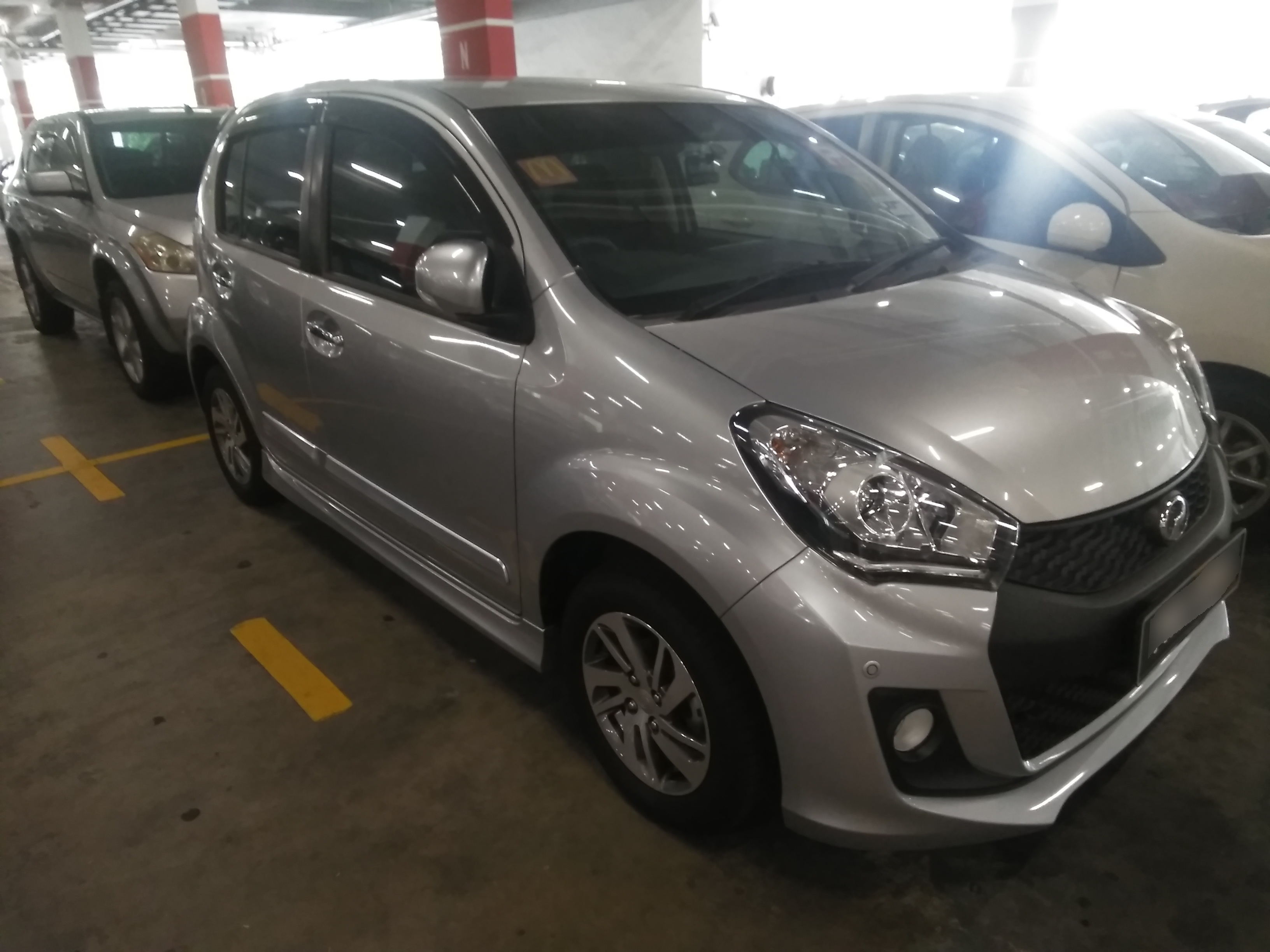
1.5 SE（フロント）
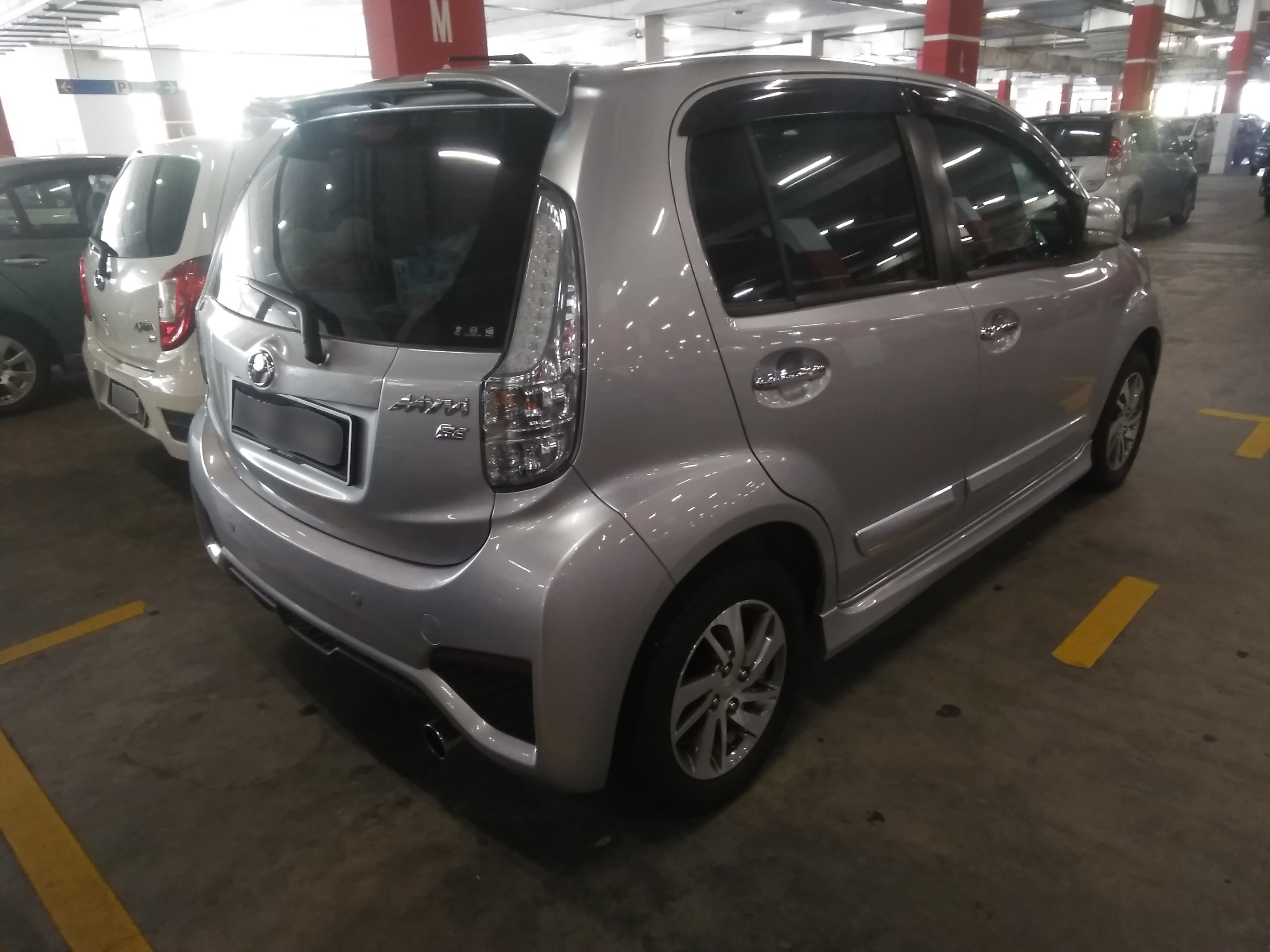
1.5 SE（リア）
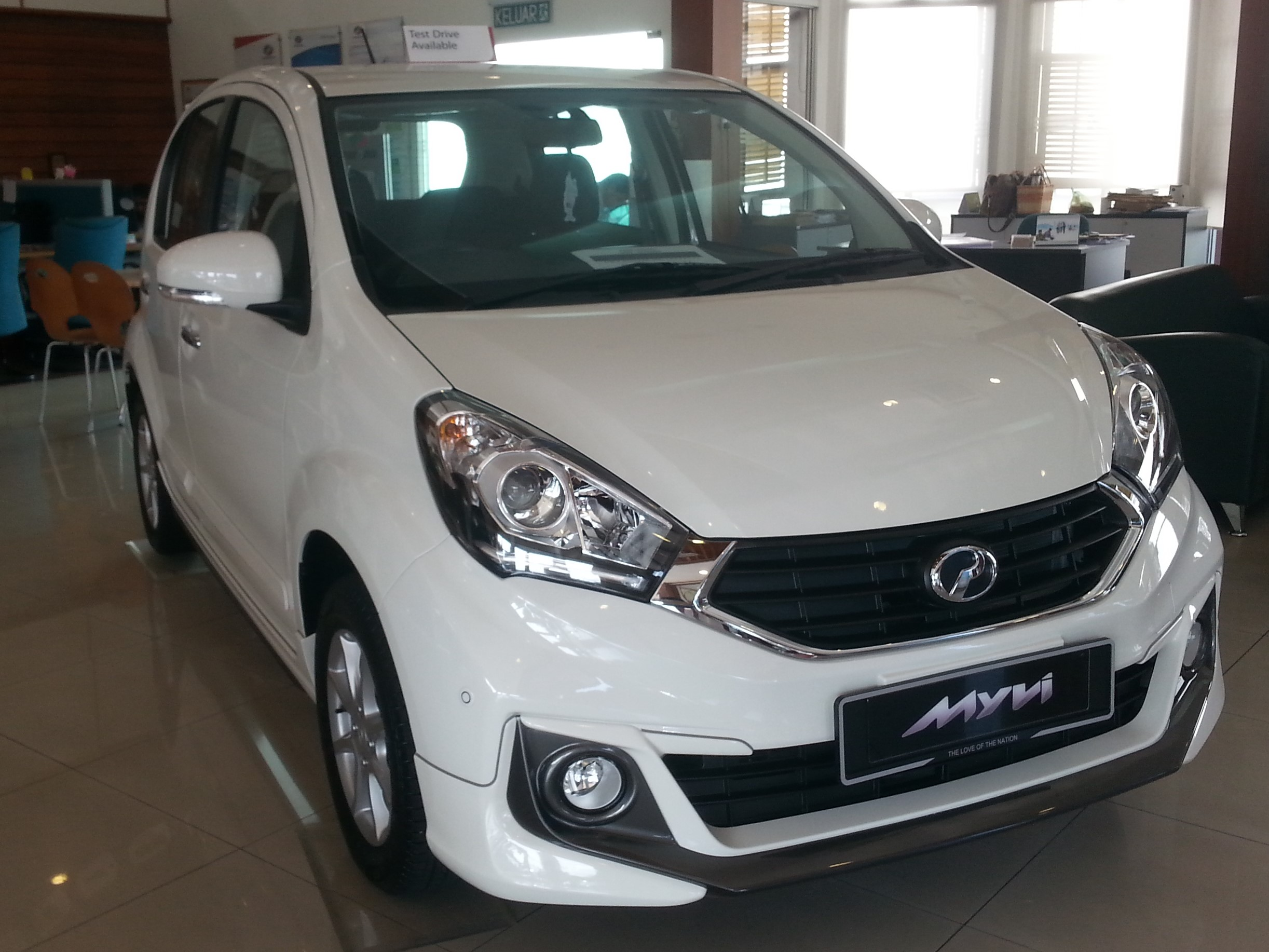
プレミアム XS（フロント）
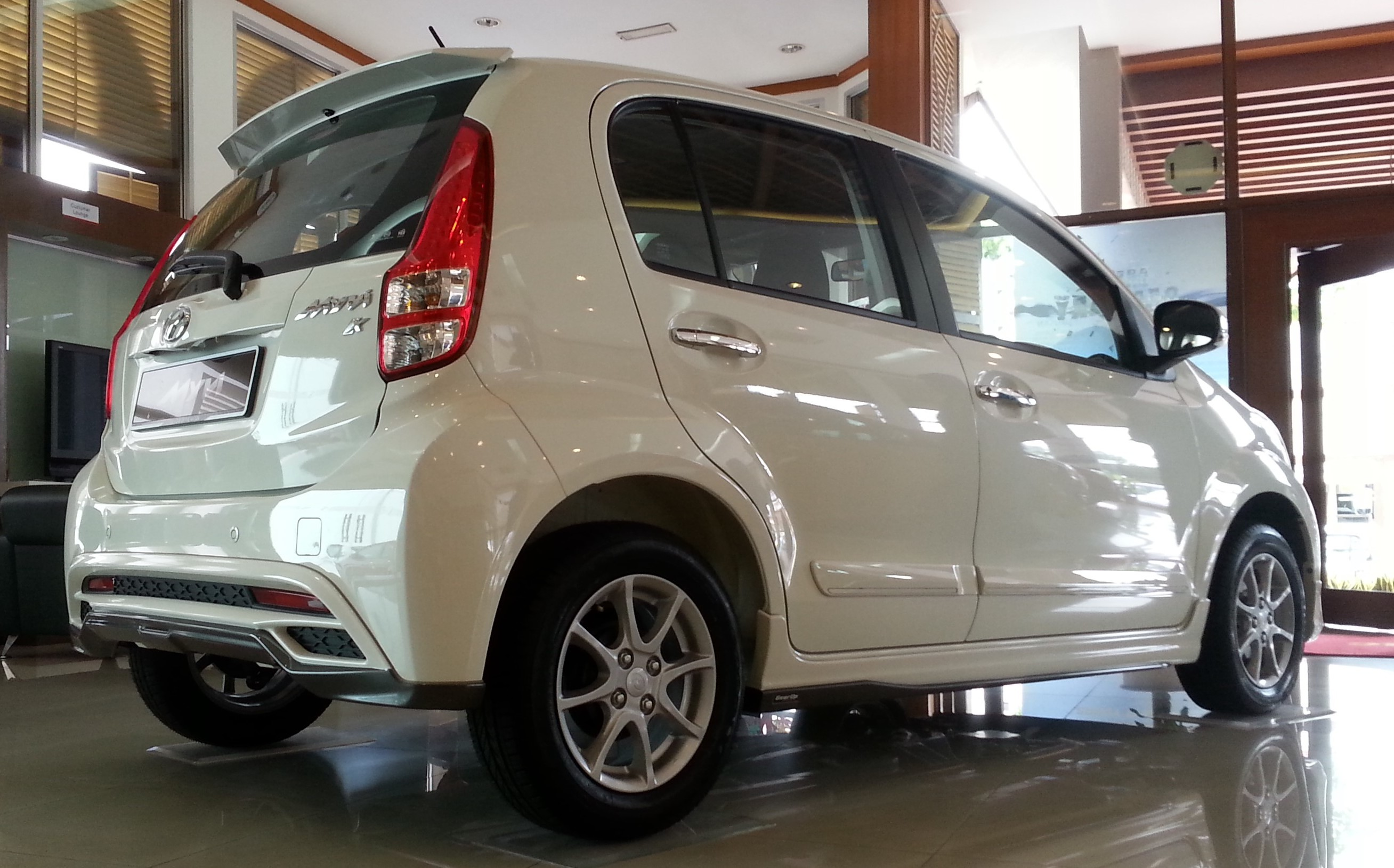
プレミアム XS（リア）

2011年6月16日発売。2代目ブーン/パッソをベースとするが、エクステリアおよびインテリアはプロドゥア自身によって手がけられ、ベース車とは大きく異なるデザインが与えられている。エンジンは当初直列4気筒 1.3L K3-VE型エンジンのみがラインナップされ、これに5速マニュアルトランスミッションおよび4速オートマチックトランスミッションが組み合わせられた。
プロドゥアでは月間8,500台の販売を目指すとしている。
翌7月にはインドネシア国際モーターショーにて新型ダイハツ・シリオンとして発表された。
2011年9月には「SE」と「エクストリーム」の2グレードがラインナップに加わった。いずれもアルザと同じ1.5L 3SZ-VE型エンジンを搭載し、1.3L車とはグリルやバンパーなどのデザインが異なる。
前期型

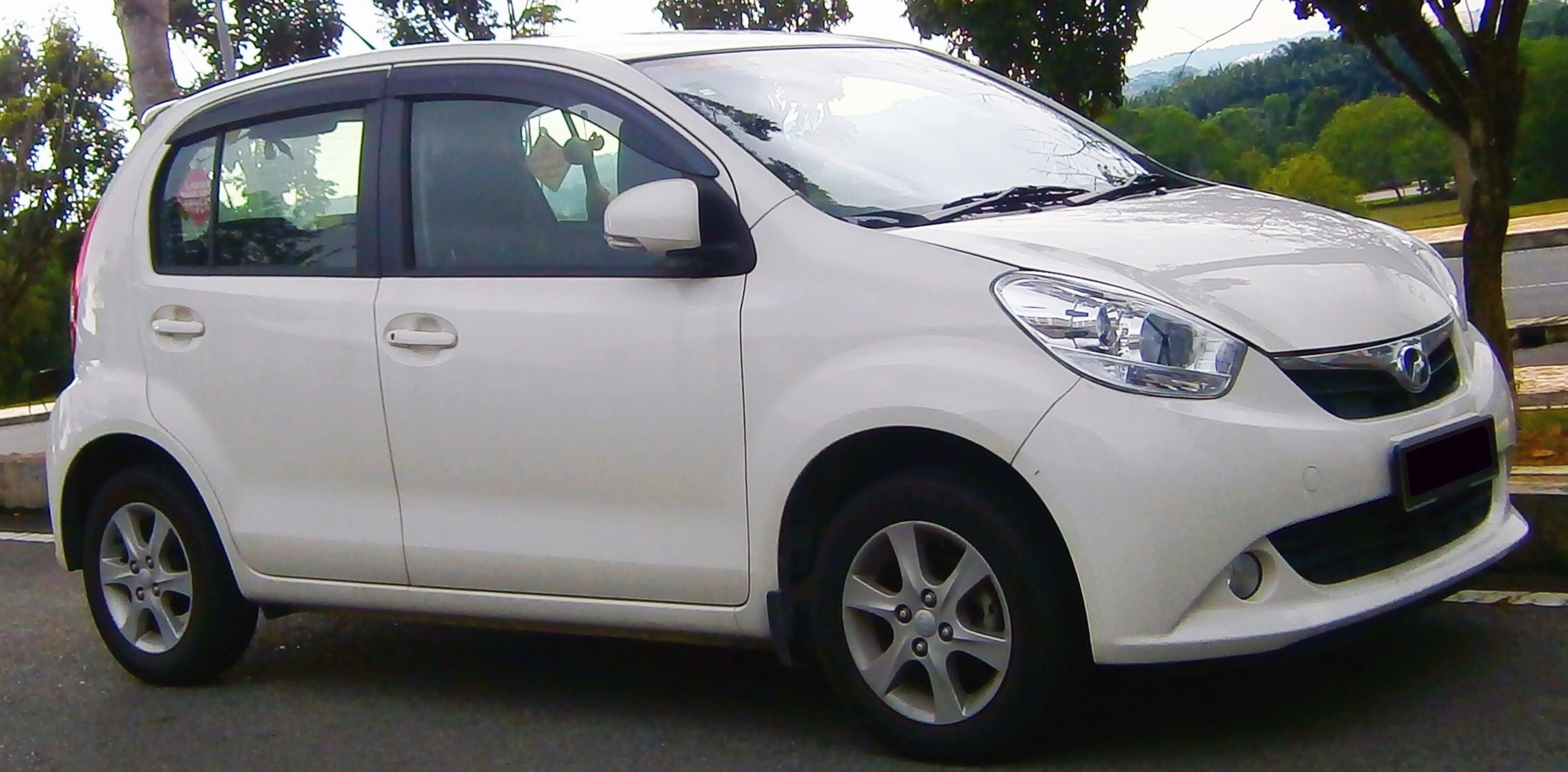
EZiプレミアム（フロント）
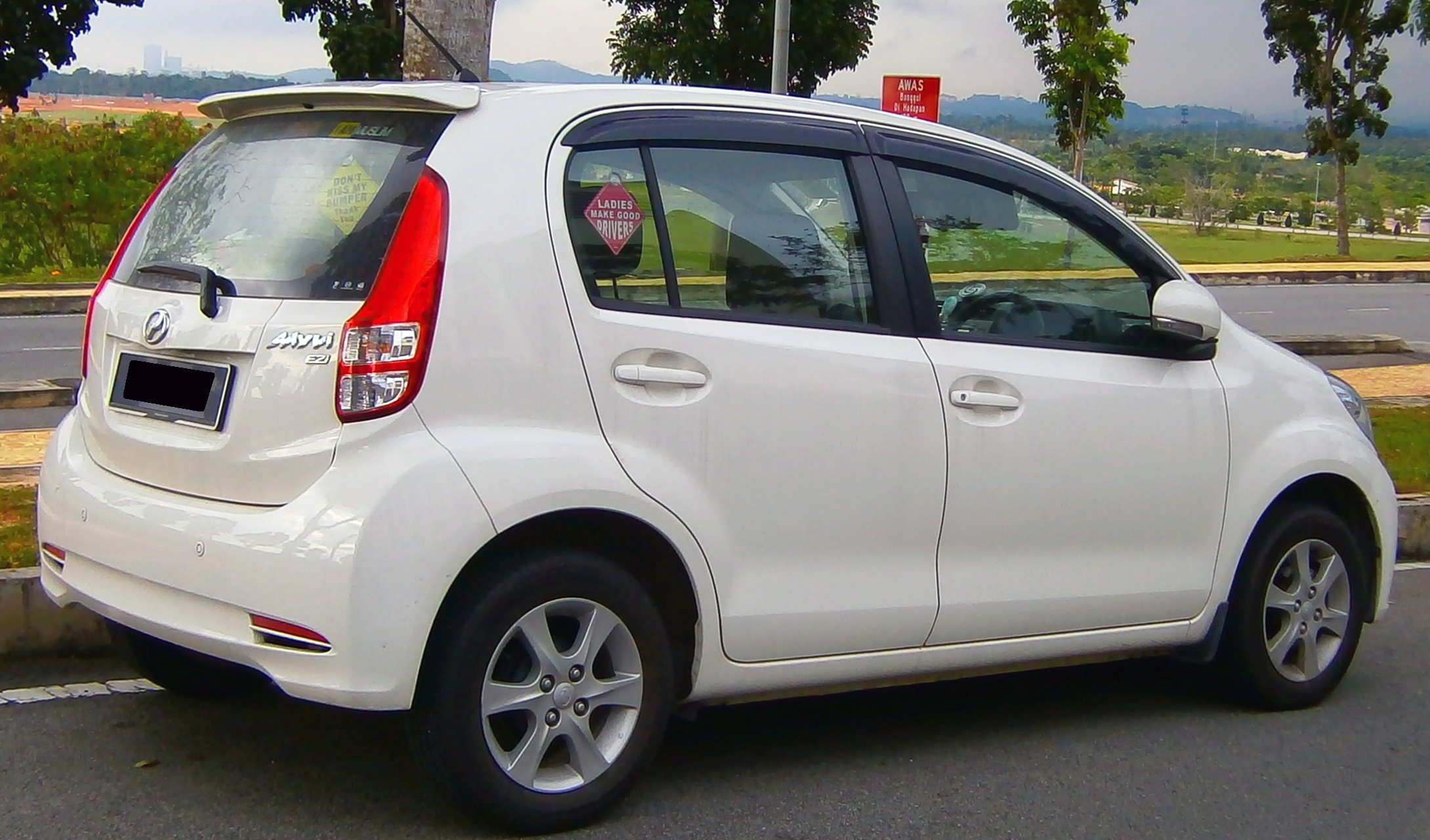
EZiプレミアム（リア）
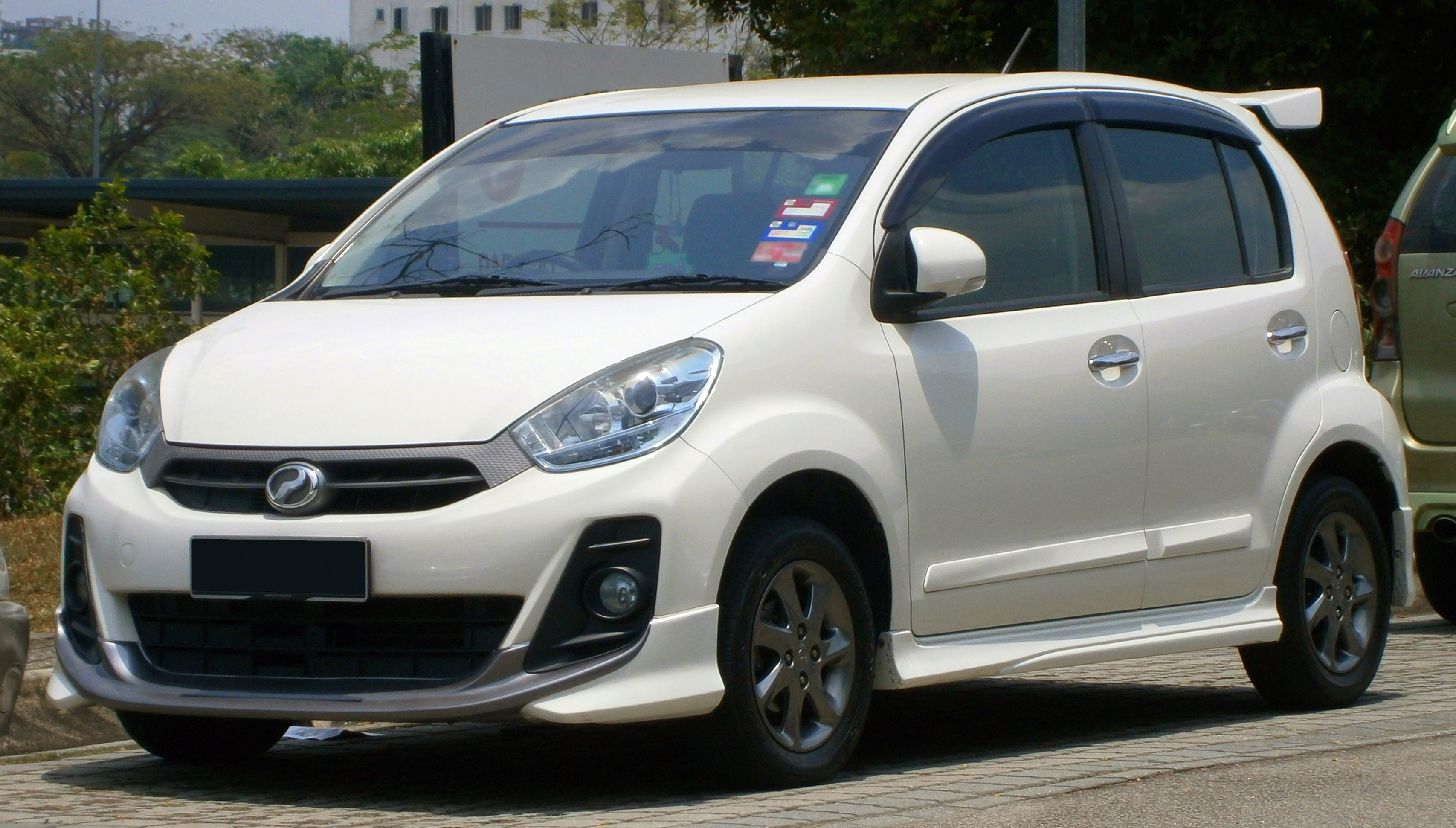
1.5 エクストリーム（フロント）
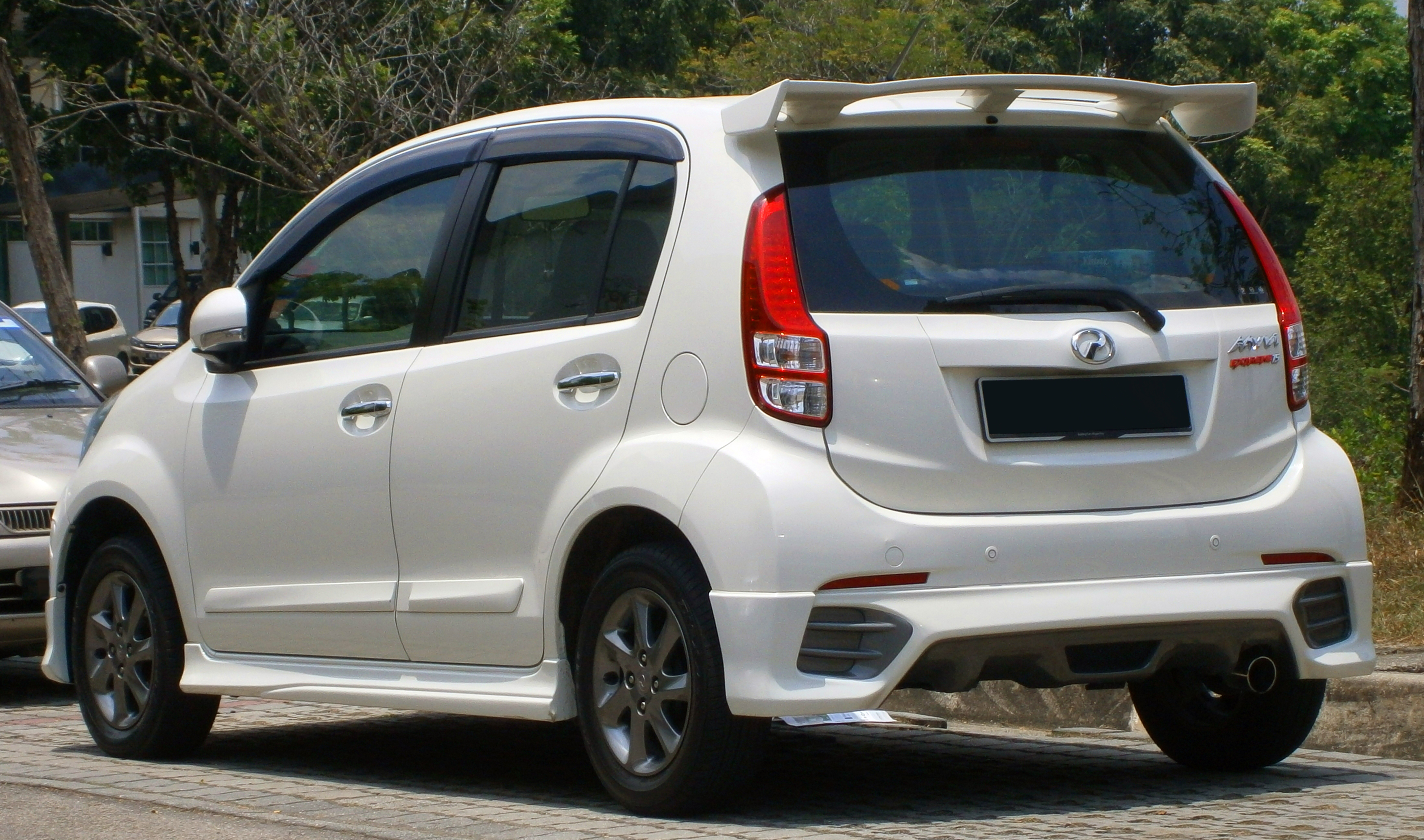
1.5 エクストリーム（リア）
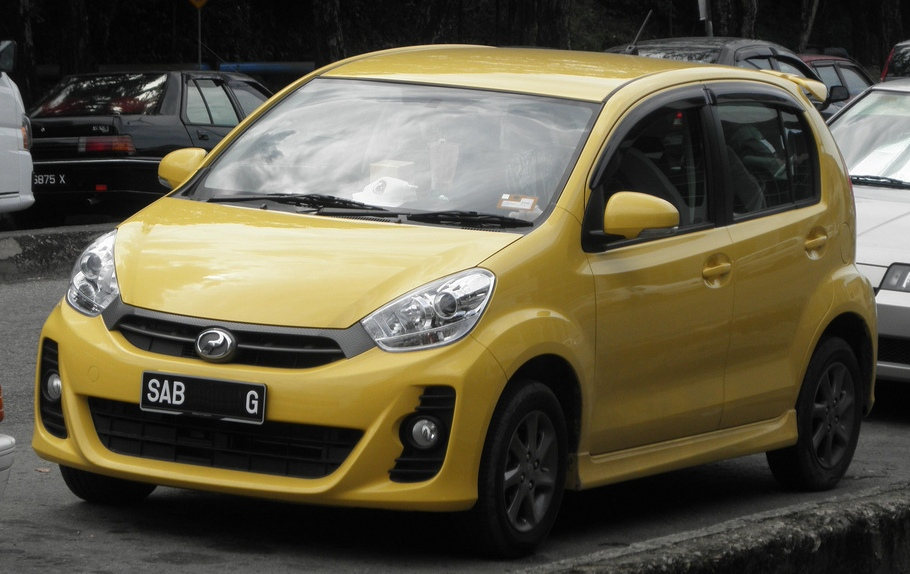
SE
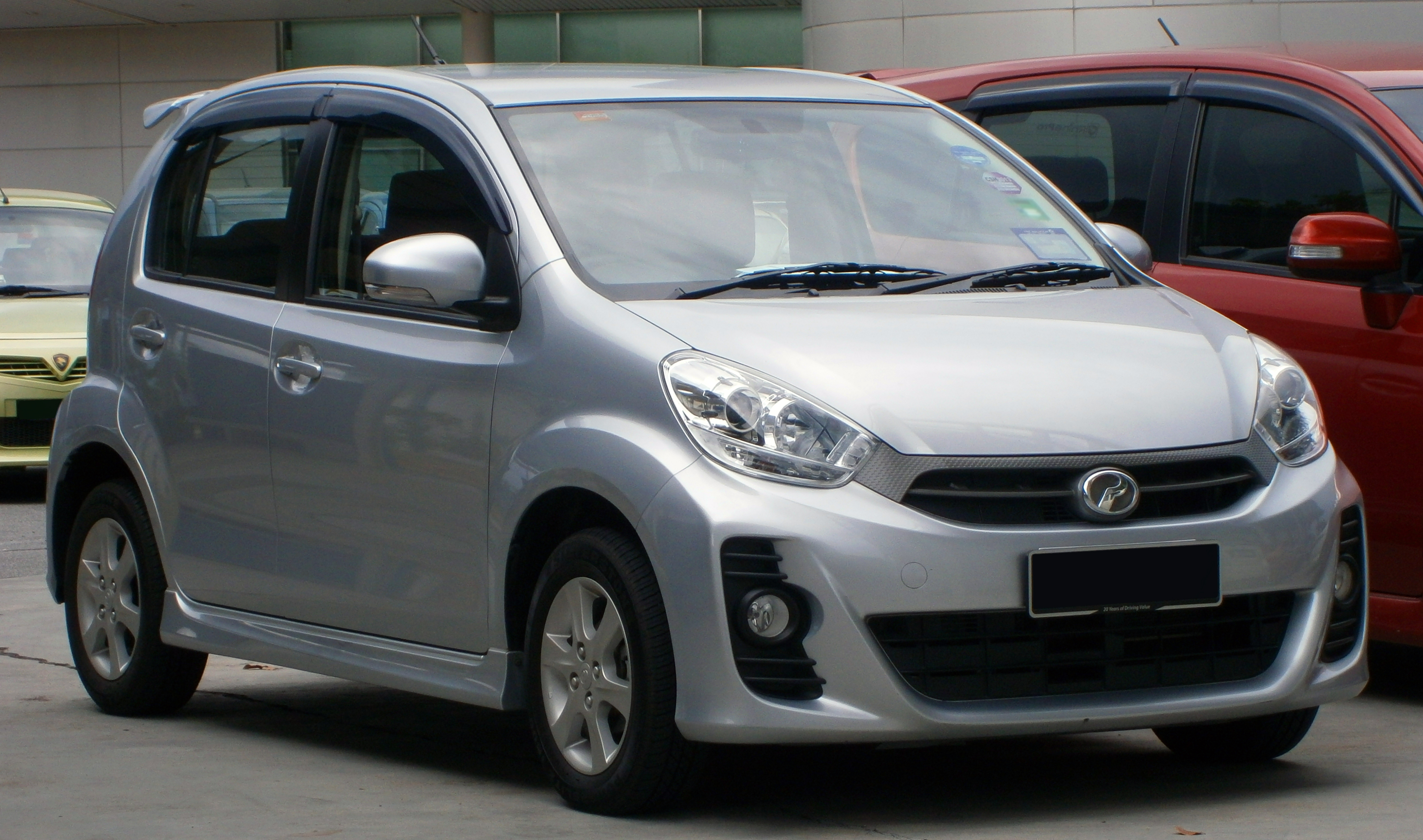
1.3 SE（フロント）
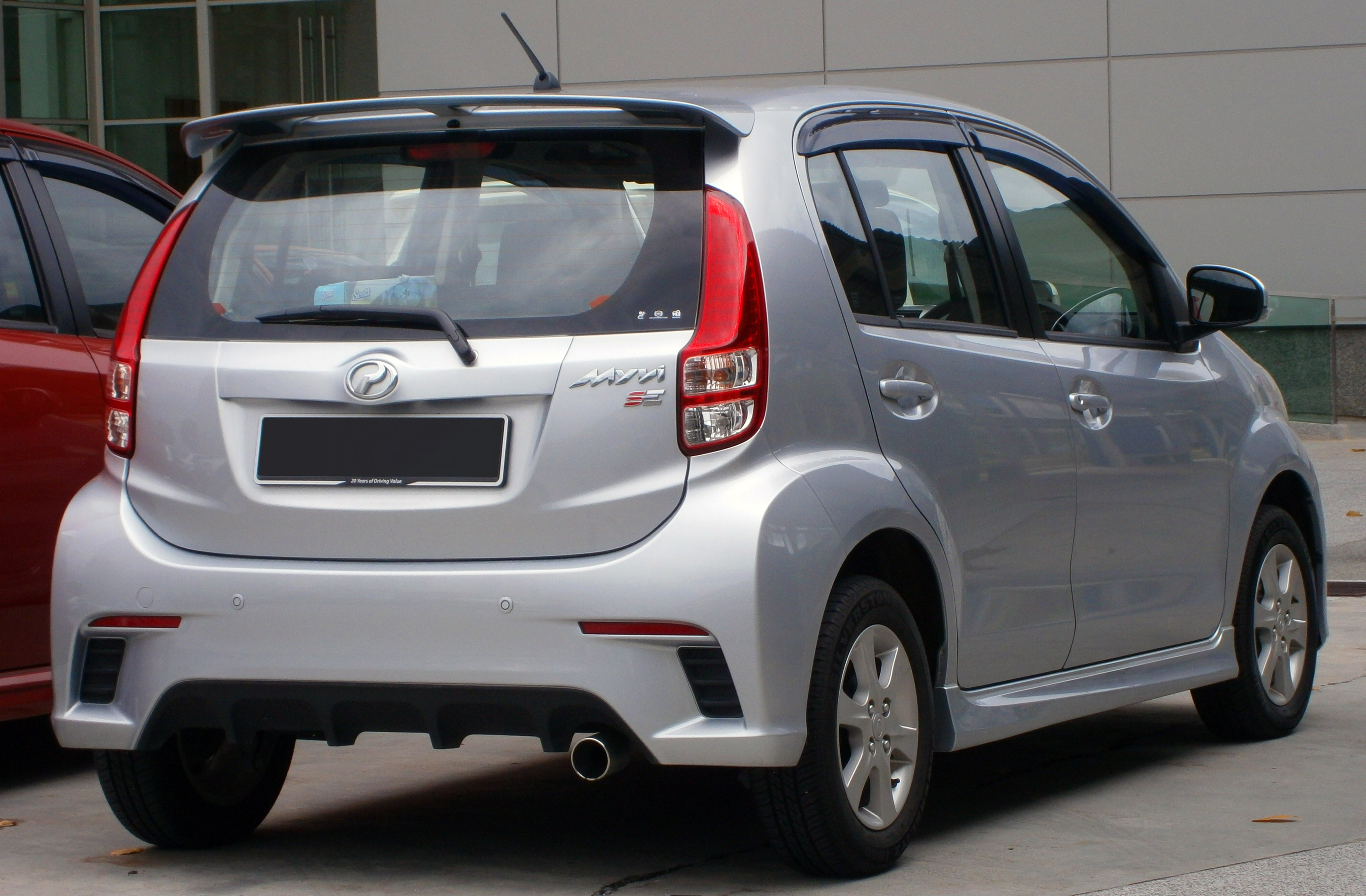
1.3 SE（リア）
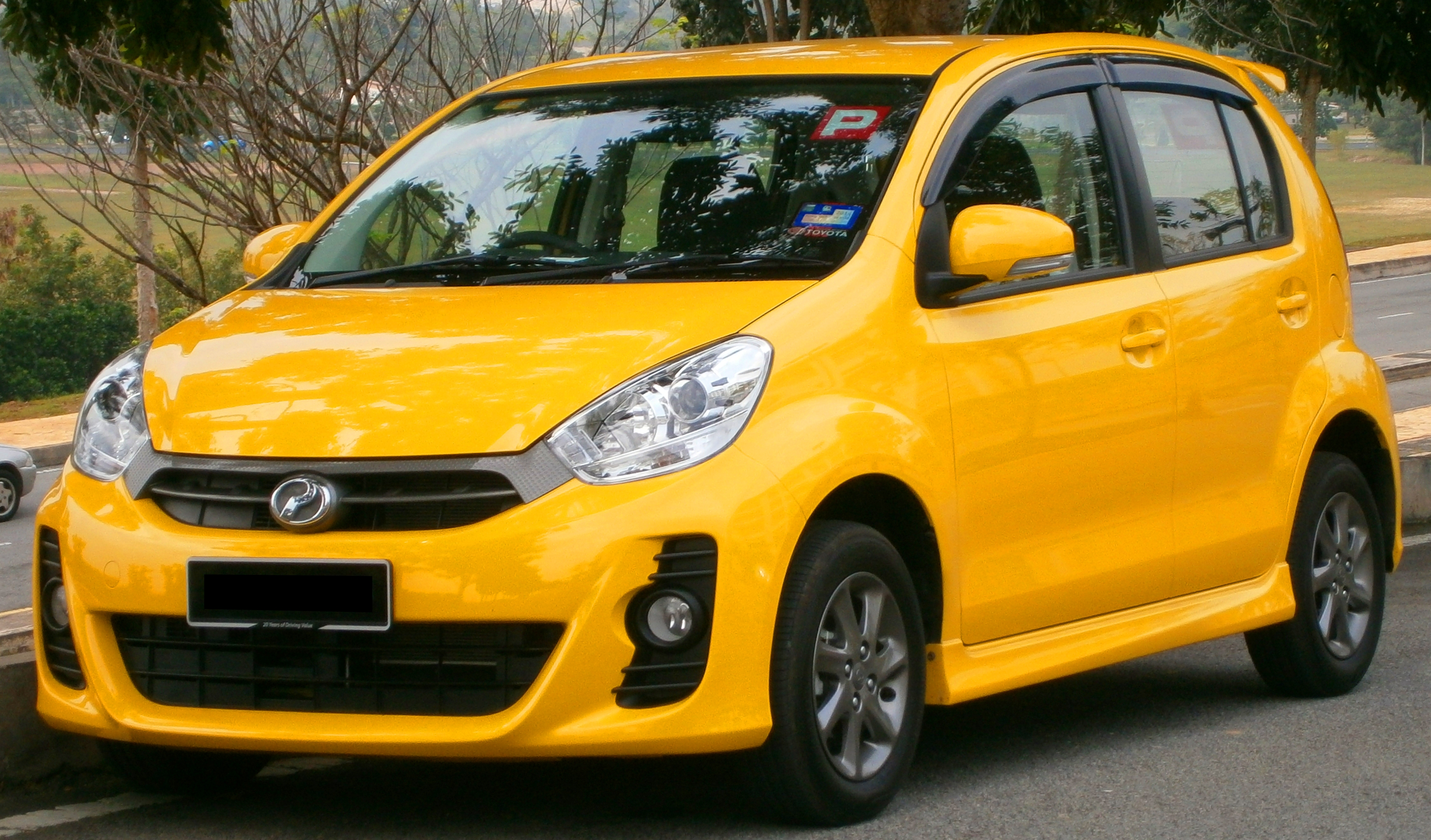
1.5 SE（フロント）
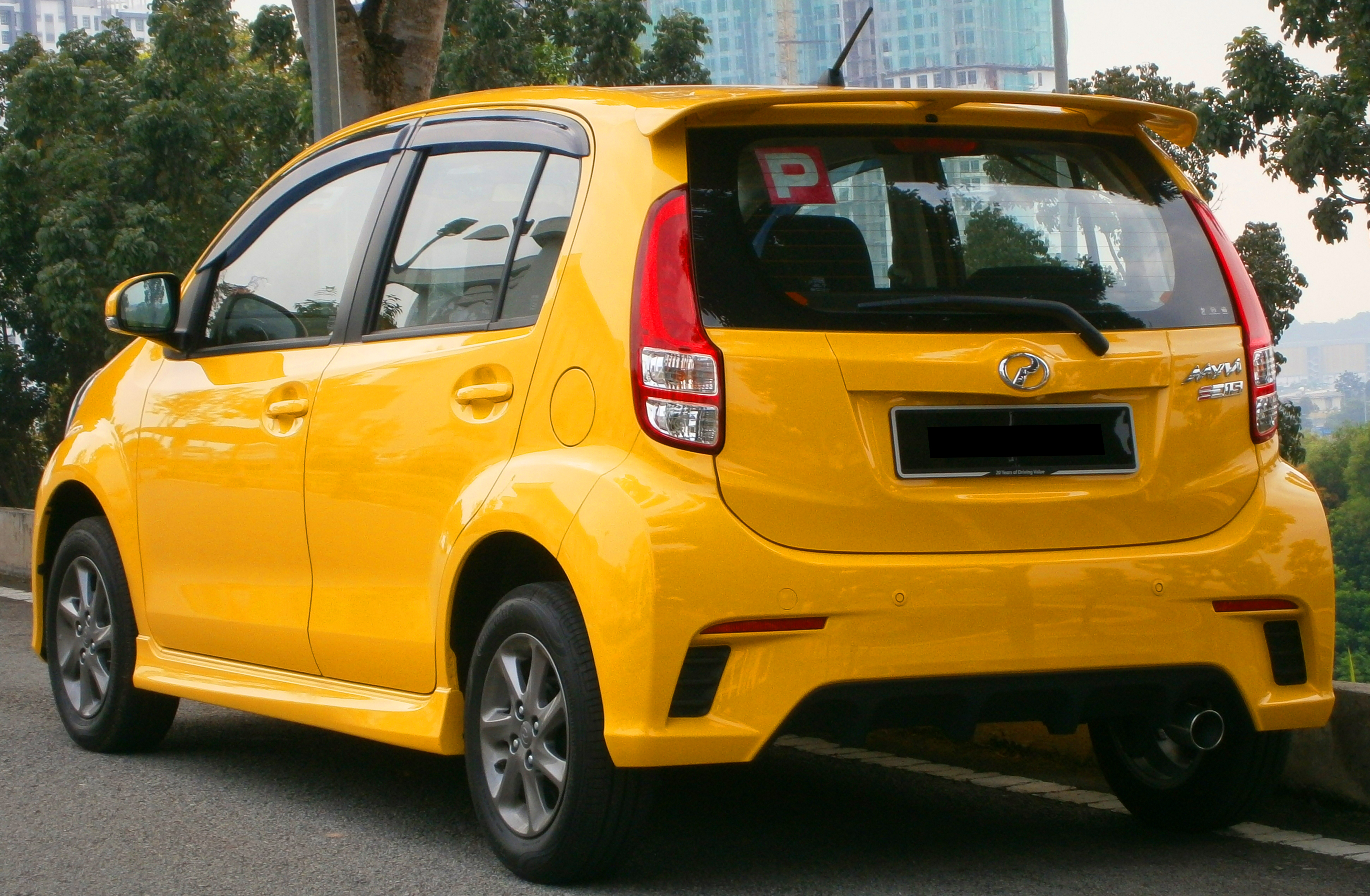
1.5 SE（リア）

後期型
- 1.5L AV
- 1.5 SE（フロント）
- 1.5 SE（リア）
- プレミアム XS（フロント）
- プレミアム XS（リア）

## 3代目 M800型（2017年 -）
2017年11月16日にフルモデルチェンジ。従来はブーン/パッソの姉妹車であったが、今回はプロドゥアがデザインを手掛けたオリジナルのスキンが与えられ、車格的にこれまでのAセグメントクラスから一転し、今回よりBセグメントクラスへ昇格する形となった。日本国外のモデルとしては初めてスマートアシストを採用した。エンジンは1.3L(1NR-VE)および1.5L(2NR-VE)を搭載する。
2018年2月13日インドネシアで新型ダイハツ・シリオンとして発売された。
前期型

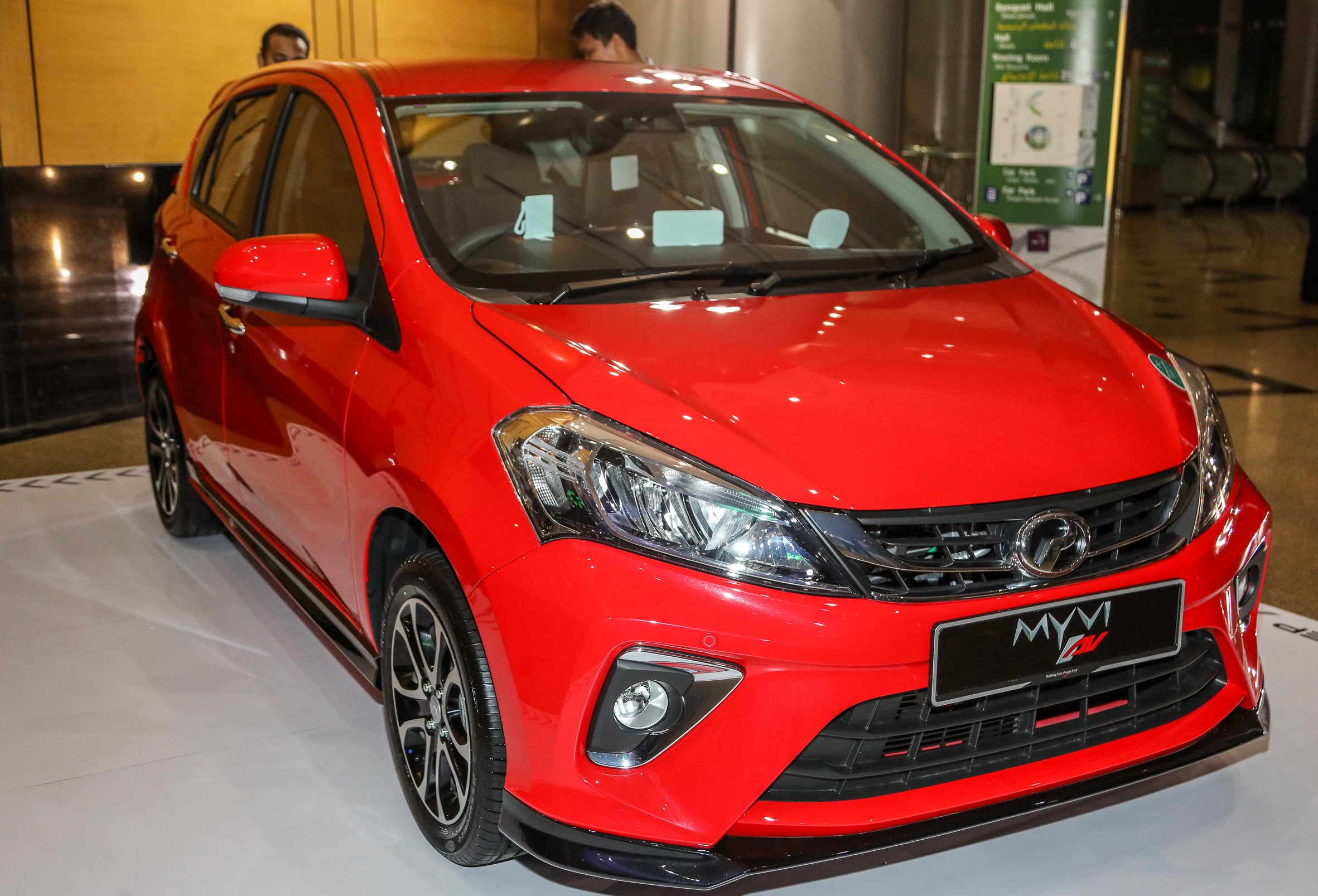
AV
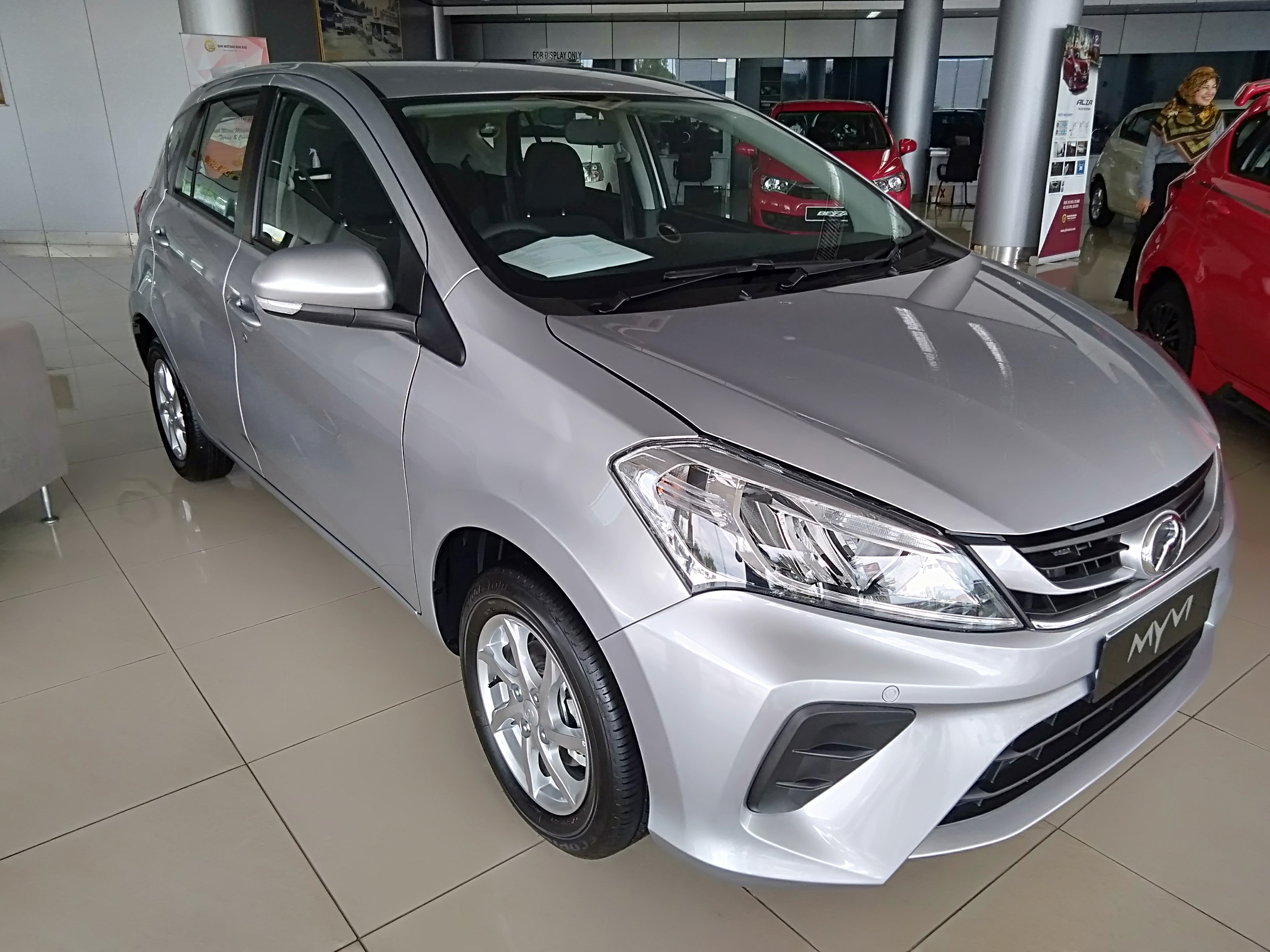
1.3 G（フロント）
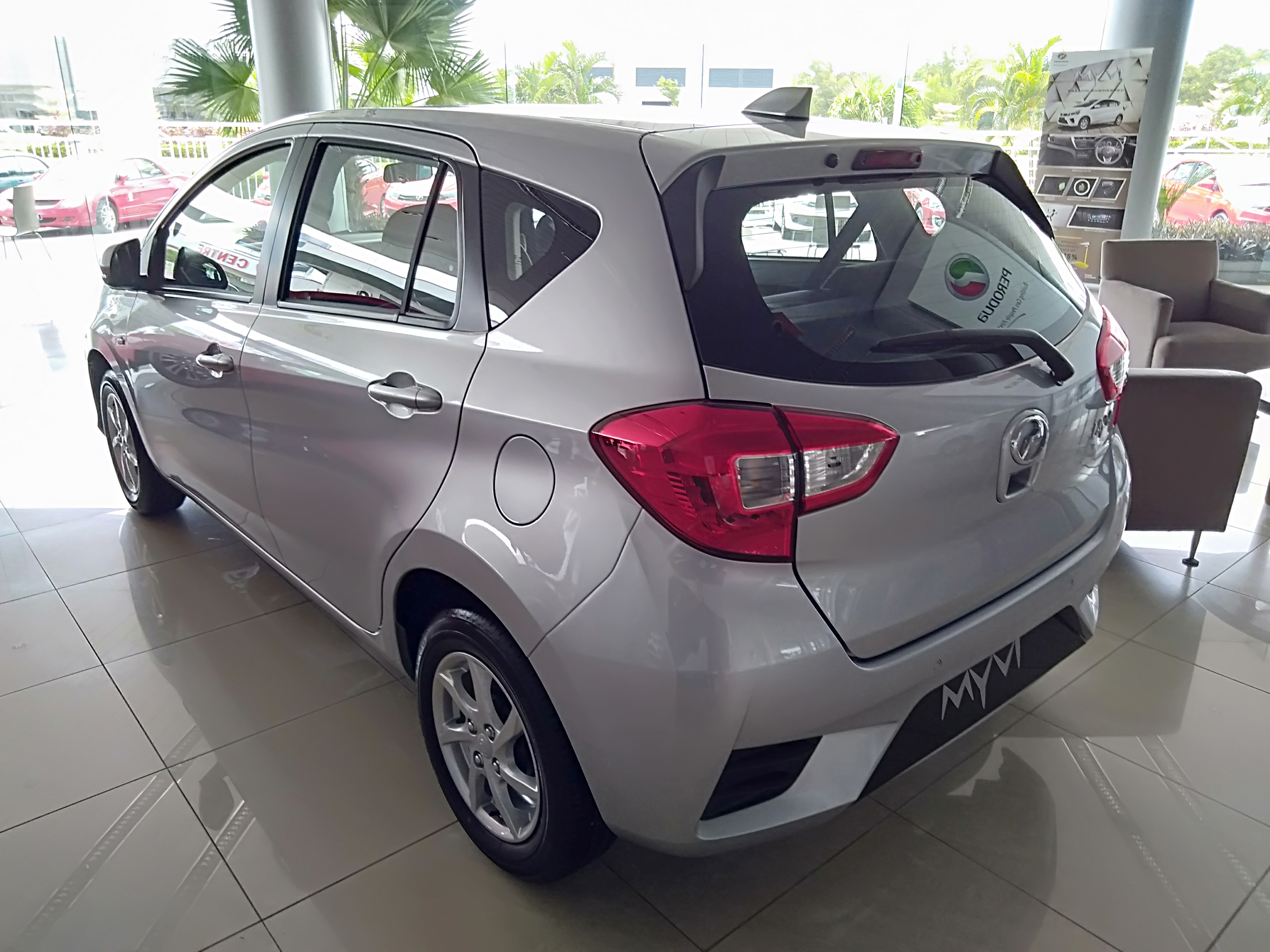
1.3 G（リア）
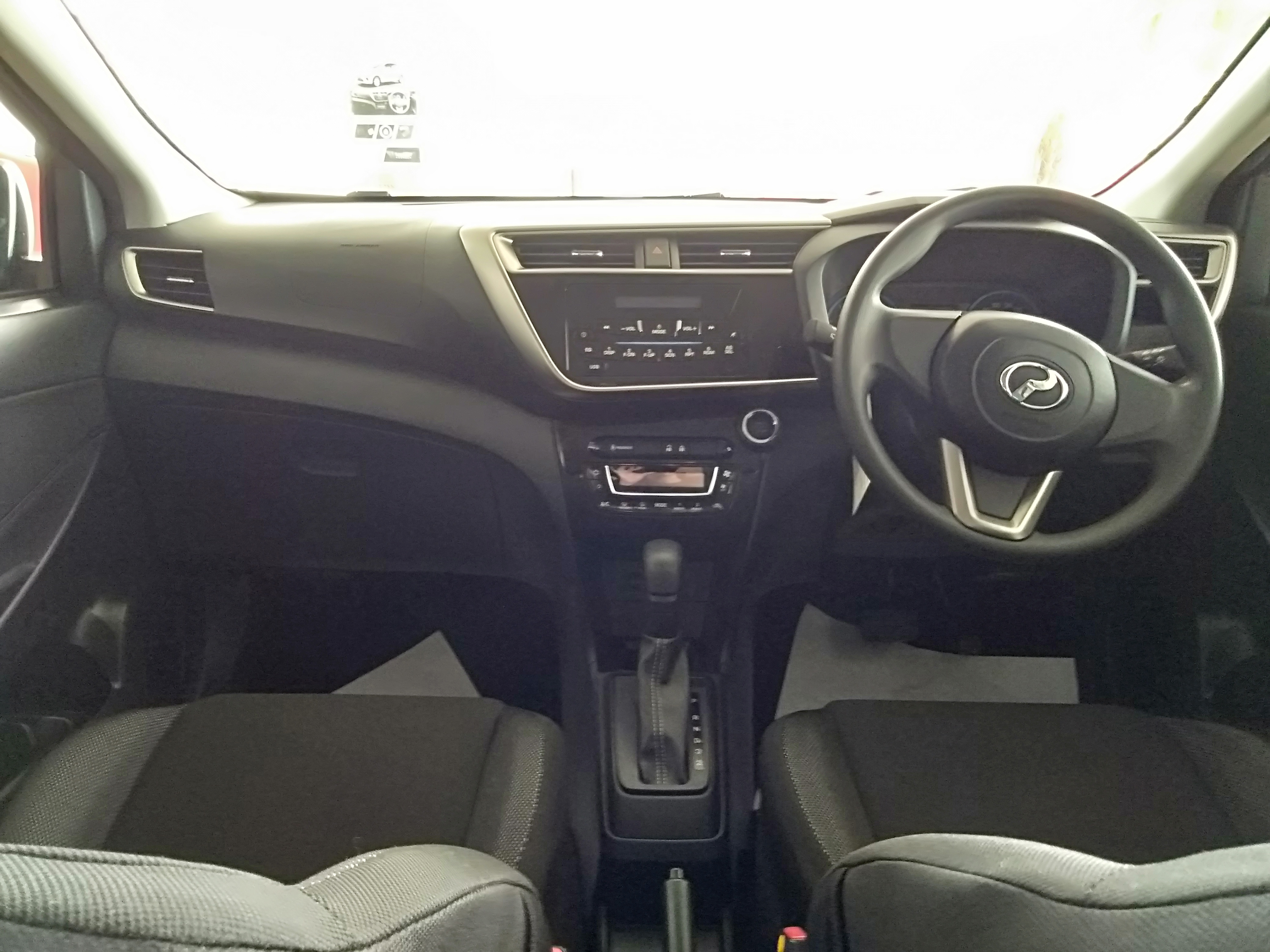
1.3 G（インテリア）
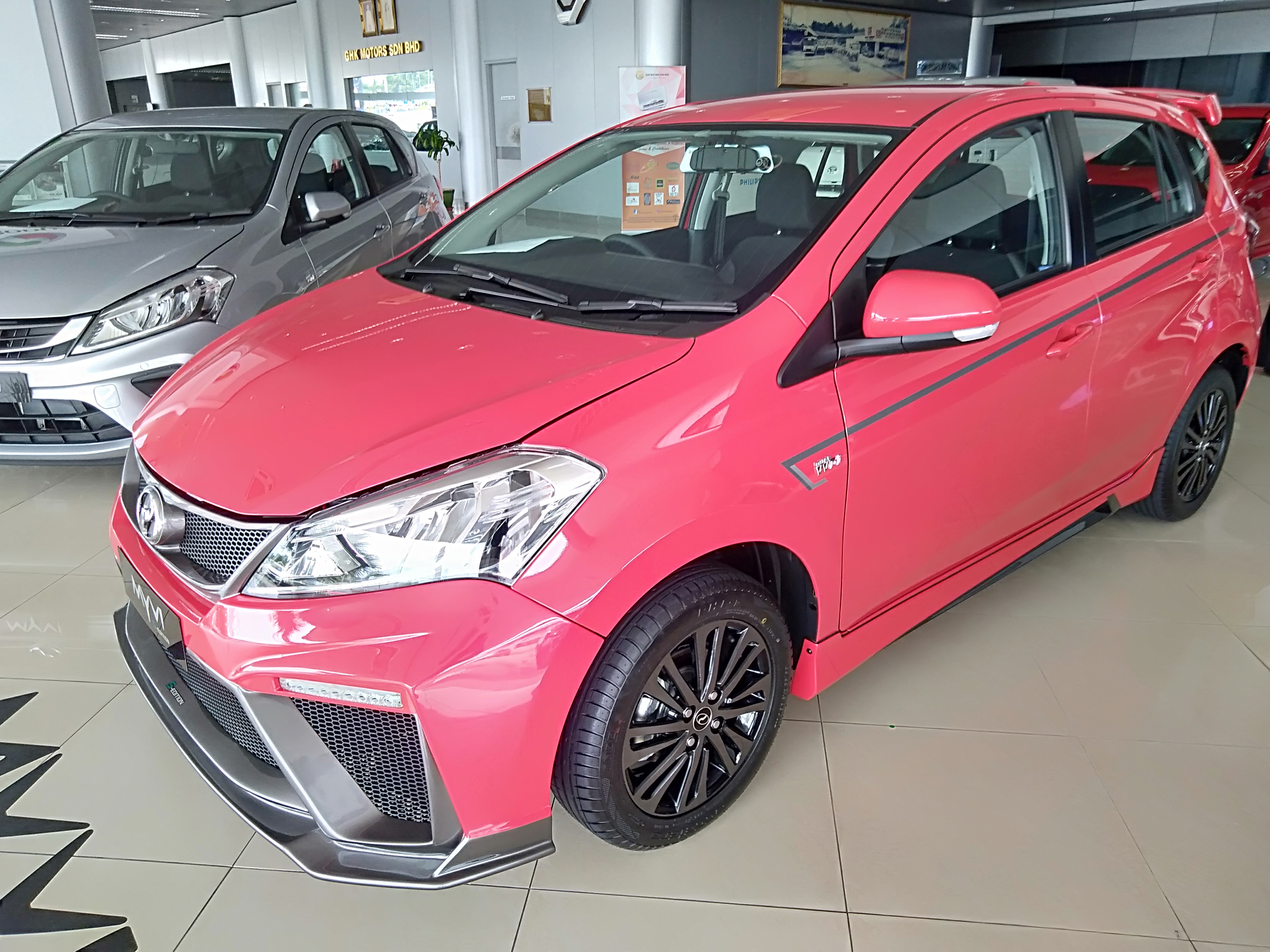
1.3 G Sエディション（フロント）
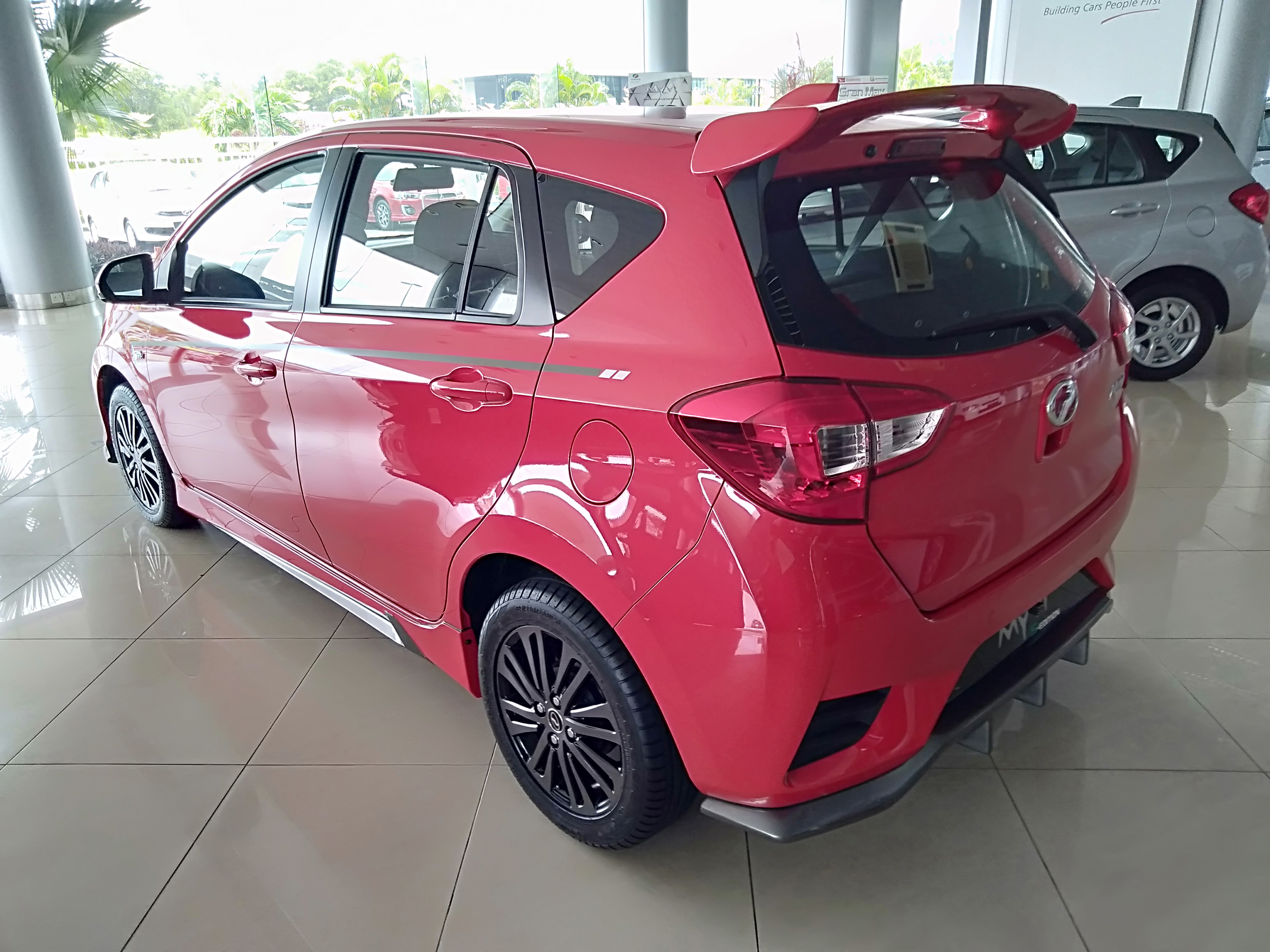
1.3 G Sエディション（リア）
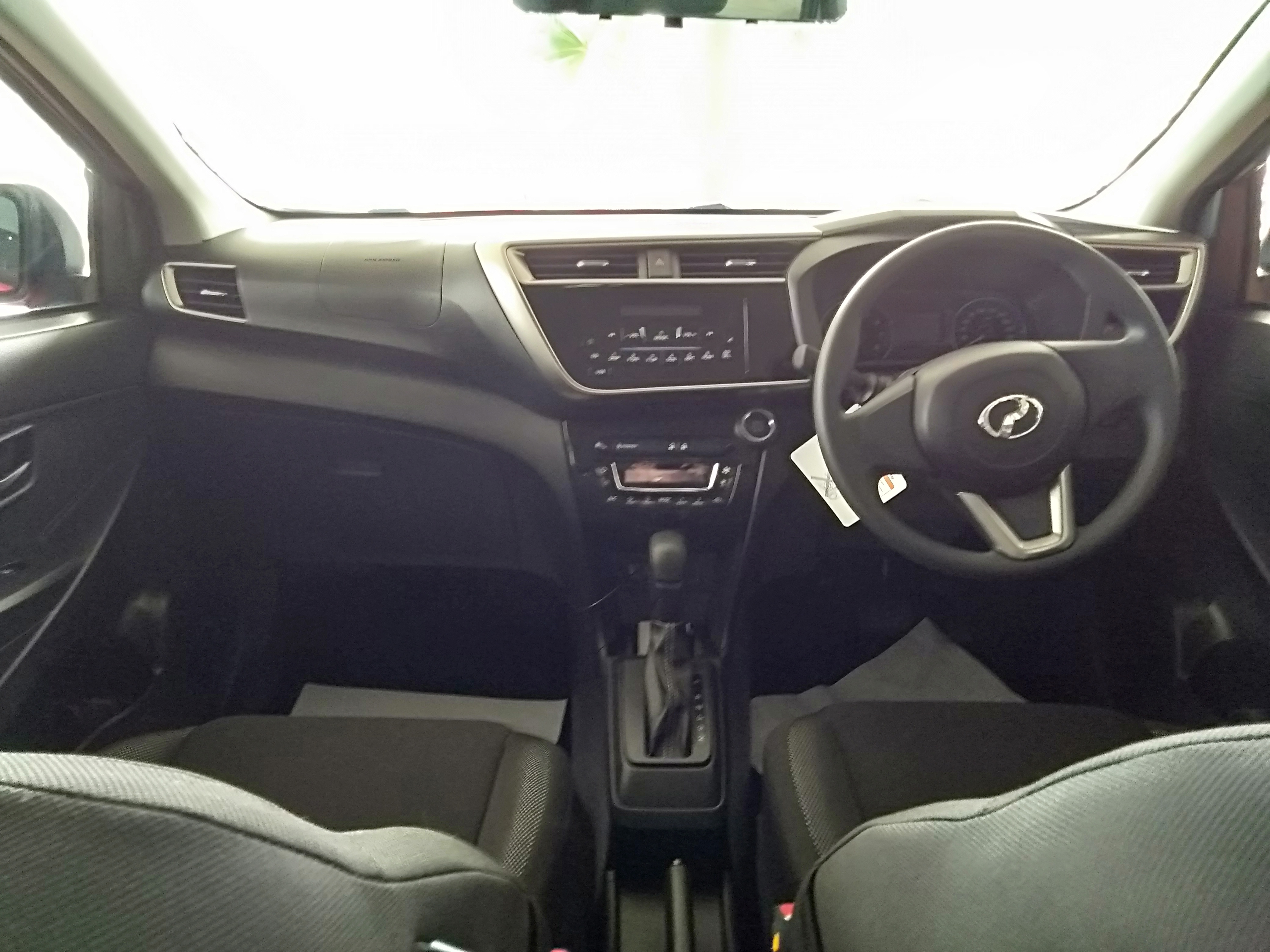
1.3 G Sエディション（インテリア）

後期型

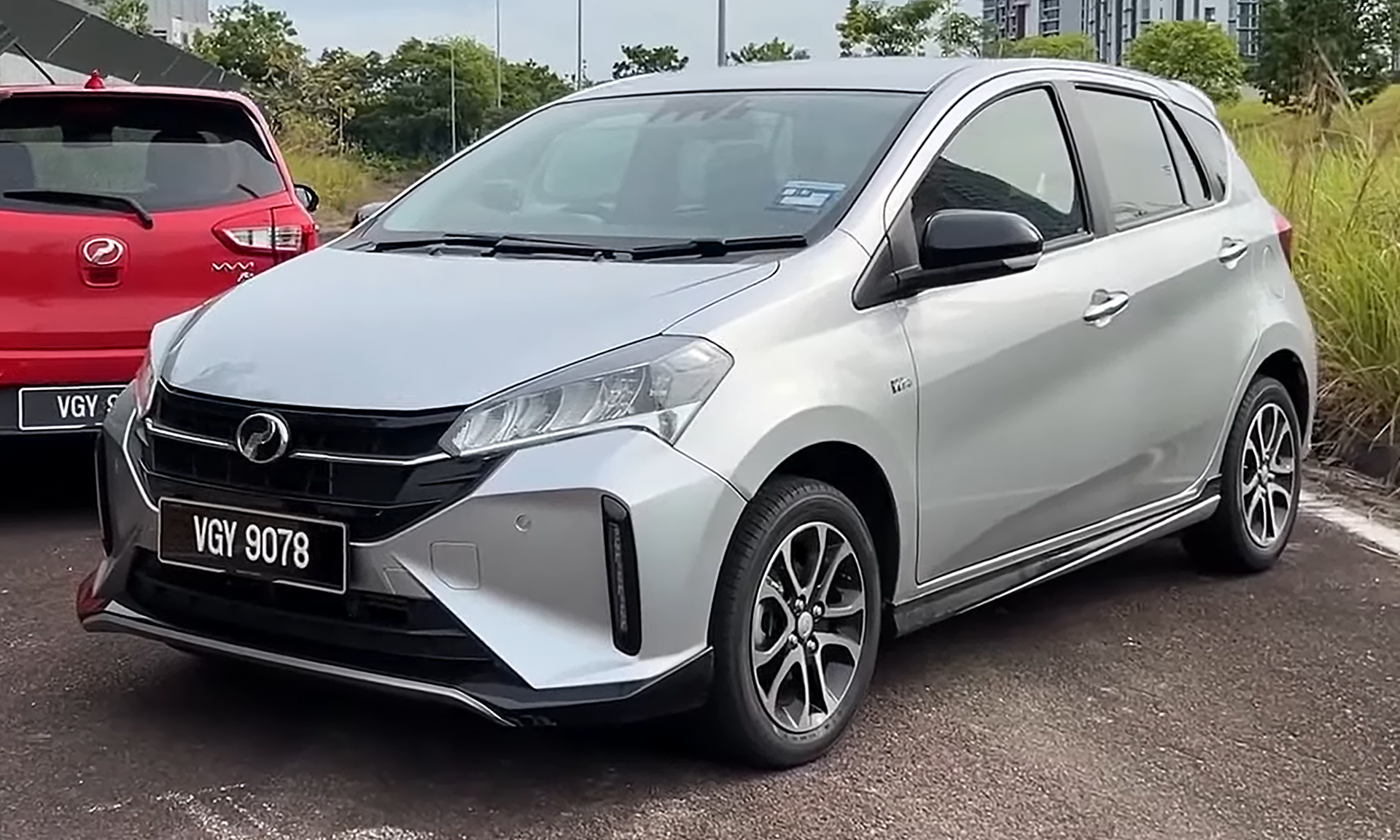
1.5 AV

## 車名の由来
「Myvi」という車名は、「My Vehicle」、「My Vision」、「MalaysianVision」に由来する。